# HK G36
Das Sturmgewehr G36 ist die Ordonnanzwaffe der deutschen Bundeswehr und Nachfolger des Gewehres G3, das ebenfalls von Heckler & Koch entwickelt und produziert wurde. Beim G36 besteht das Gehäuse aus glasfaserverstärktem Kunststoff mit Einlagen aus rostfreiem Stahl. Dadurch ist die Waffe relativ leicht. Während der Entwicklung wurde das Gewehr als HK50 bezeichnet.

## Geschichte

### Entwicklung des G11

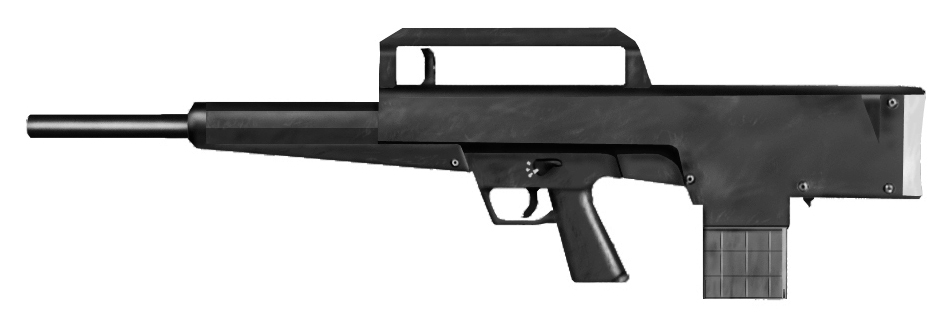
HK CAWS

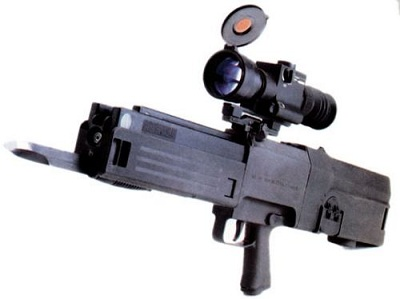
HK G11

Im Jahr 1948 gründete die US-Armee das zivile Operations Research Office (ORO), um wie das Vereinigte Königreich Operations Research zu betreiben. Dabei wurden über 3 Millionen Gefechtsberichte des Ersten und Zweiten Weltkrieges analysiert. Das Ergebnis war, dass die meisten Kämpfe auf kurze Entfernung stattfinden. In einem Bewegungskrieg treffen Kampfteams beider Seiten oft überraschend aufeinander, das Team mit der größten Feuerkraft ging meistens als Sieger hervor. Sie fanden ebenso heraus, dass die Wahrscheinlichkeit für Kampftreffer in hohem Maße von Glück und Zufall abhängig ist. Genaues Zielen machte wenig Unterschied, da das Ziel meist nicht stillstand oder sich in Deckung befand. Die Zahl der Verwundeten im Kampf war ungefähr proportional zur Anzahl der abgefeuerten Geschosse, unabhängig vom Kaliber. Andere Studien über das Verhalten von US-Soldaten zeigten, dass 2/3 ihre Waffe niemals im Gefecht abgefeuert hatten. Im Gegensatz dazu hatten Soldaten mit Schnellfeuerwaffen wie Maschinenpistolen und -gewehren überproportional oft gefeuert. Dies führte zu folgenden Schlussfolgerungen:
1. Die Soldaten sollten mit einer Schnellfeuerwaffe ausgerüstet werden.
2. Die Soldaten sollten soviel Munition wie möglich mitnehmen, dies erforderte ein möglichst leichtes Gewehr und leichte Munition.

In Deutschland fanden zur selben Zeit ähnliche Studien statt. In den 1960er-Jahren kam das Bundesministerium für Verteidigung zu dem Schluss, dass das HK G3, das auf das Sturmgewehr 45 der Wehrmacht zurückgeht, nur einen vernachlässigbaren Vorteil gegenüber anderen Gewehren hatte. Das Battelle-Institut in Frankfurt wurde deshalb in den 1960er-Jahren mit einer Studie beauftragt, um herauszufinden, wie die Trefferwahrscheinlichkeit von Handfeuerwaffen erhöht werden kann. Dabei wurden zwei mögliche Methoden postuliert:
1. Indem wie bei einer Schrotflinte eine große Anzahl an Geschossen gleichzeitig verschossen wird. Die Nachteile sind der hohe Rückstoß, die beschränkte Reichweite und die geringe Durchschlagsleistung. Dem von Heckler & Koch für die US-Armee entwickelten Close Assault Weapon System (CAWS) war deshalb kein Erfolg beschieden.
2. Indem die Waffe die Projektile eines 3-Schuss-Feuerstoßes sehr schnell hintereinander abfeuert, damit der Rückstoß für den Schützen erst nach dem dritten Schuss spürbar wird. Ansonsten kommt es zu einem Verziehen der Waffe, das sich negativ auf die Trefferwahrscheinlichkeit des zweiten und dritten Schusses auswirkt.

Dieser letzte Ansatz wurde für die Entwicklung des HK G11 ausgewählt. Die im Oktober 1971 vorgestellten ersten Prototypen verwendeten noch hülsenlose Munition im Kaliber 4,9 mm sowie eine seitliche Munitionszuführung. Die beiden Systeme bewiesen jedoch die grundsätzliche Realisierbarkeit der geforderten Merkmale. Bis 1989, dem Zeitpunkt der Fertigung des finalen Prototyps, wurde unter anderem das äußere Erscheinungsbild der Waffe mehrfach geändert sowie die Verwendung unterschiedlicher Materialien für das Gehäuse erprobt. Diese letzte Version wurde als G11 K2 bezeichnet. Während dieser Zeit durchlief das G11 mehrere Vergleichstests verschiedener Nationen; die Bundeswehr erprobte 27 Exemplare an verschiedenen Truppenschulen. Die Truppentauglichkeit wurde der Waffe von der Bundeswehr im Jahr 1990 bescheinigt, jedoch zeichnete sich durch die Wiedervereinigung Deutschlands bereits die Nichteinführung der Waffe in der Bundeswehr ab. Bis zu jenem Zeitpunkt flossen seit 1976 über 90 Millionen DM an Steuergeldern in das Projekt. Am 25. Juni 1993 bestätigte das Verteidigungsministerium endgültig, dass das G11 nicht für die Bundeswehr beschafft wird.

### HK36 und HK50

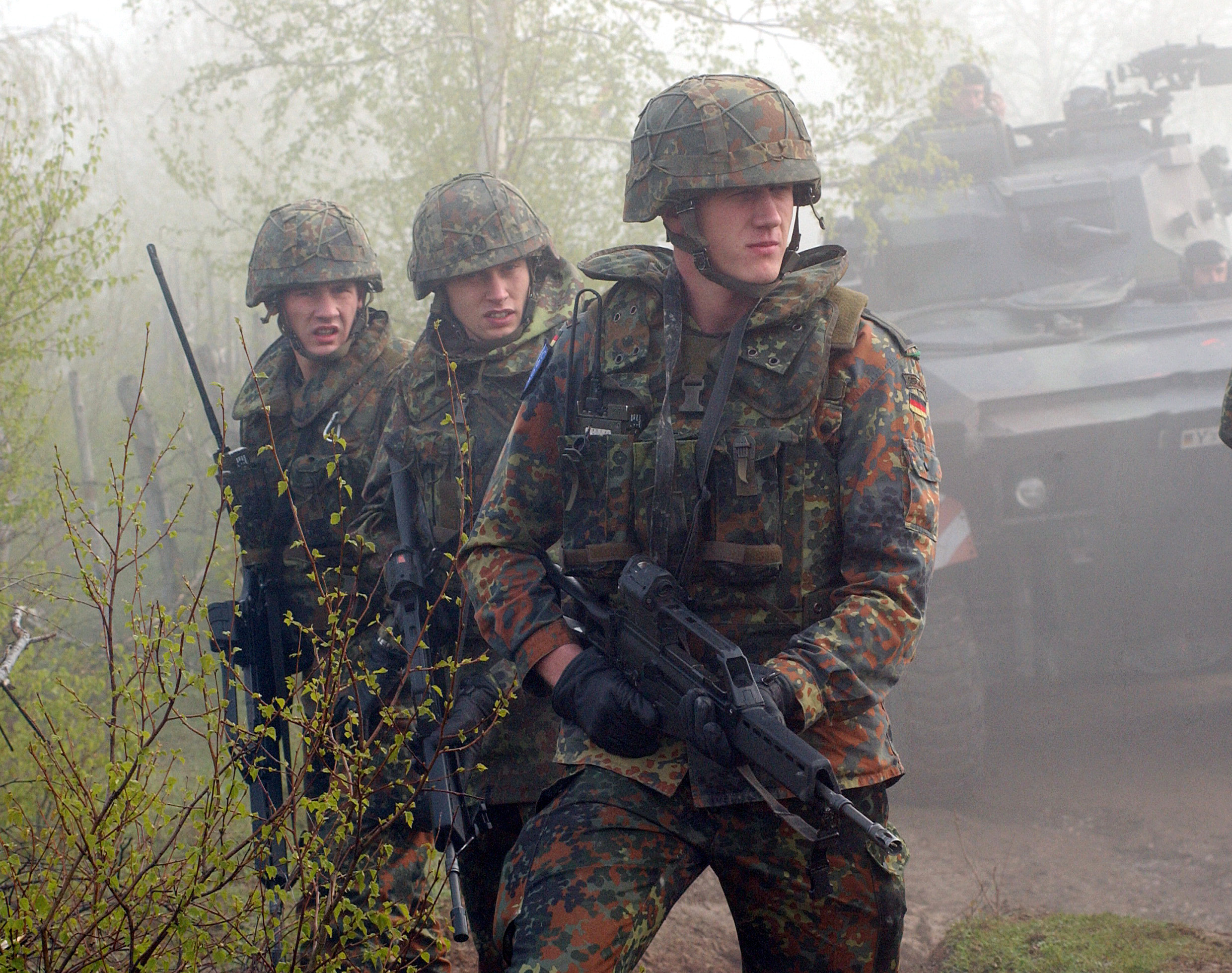
Deutsche Soldaten mit G36 in Bosnien

Noch während der Entwicklung des G11 arbeitete Heckler & Koch an anderen Systemen: So sollten die Truppen der „zweiten Reihe“ mit dem preiswerteren G41 ausgerüstet werden, während das G11 den Fronteinheiten vorbehalten gewesen wäre. Die Waffe war mit einem beweglich abgestützten Rollenverschluss ausgestattet und sollte 5,56×45-mm-NATO-Munition aus M16-Magazinen verschießen. Ein fortschrittlicheres Projekt wurde in den 1970er-Jahren mit dem HK36 angegangen, das dem späteren G36 äußerlich sehr ähnlich war.
Das HK36 verwendete zunächst neuentwickelte, konventionelle 4,6×36-mm-CETME-Munition mit einem Geschossgewicht von 3,5 Gramm und einer Mündungsgeschwindigkeit von 780 m/s. Durch den geringen Rückschlag der Munition konnte eine Kadenz von 1100 Schuss pro Minute realisiert werden. Um die Durchschlagsleistung gegen Hartziele zu verbessern, hatten die Geschosse einen Kern aus Wolframcarbid. Auch hier wurde der beweglich abgestützte Rollenverschluss beibehalten. Durch die großzügige Verwendung von Kunststoffen war das Gewicht der Waffe trotz einer Länge von 890 mm mit 2,9 kg sehr gering. Das äußere Erscheinungsbild war mit dem des späteren G36E fast identisch: Auch hier war die Visiereinrichtung im Tragebügel integriert, und die grundsätzliche Form des Vorderschaftes wurde beibehalten. Die Waffe sollte am Advanced Combat Rifle (ACR)-Programm der US-Armee teilnehmen, jedoch entschied sich Heckler & Koch 1976 auch aus ökonomischen Gründen, sich ganz auf das G11 zu konzentrieren.
Als nach dem Ende des Kalten Krieges das G11-Programm gestoppt wurde, formulierte das deutsche Heer 1992 die Anforderungen an einen G3-Nachfolger neu. Es sollte nun ein schon auf dem Markt befindliches Gewehr beschafft werden. Heckler & Koch entwickelte daraufhin den Gasdrucklader HK50 im Kaliber 5,56 × 45 mm NATO. Die Bundeswehr testete das Steyr AUG und das HK50 von Heckler & Koch in einem Truppenversuch in den Varianten Gewehr und leichtes Maschinengewehr, woraus das HK50 als Sieger hervorging. Am 8. Mai 1995 wurde die Einführungsgenehmigung unterzeichnet, und am 3. Dezember 1997 erfolgte in der Infanterieschule Hammelburg unter der Bezeichnung G36 die offizielle Übergabe an das Heer. Auf die Einführung des leichten Maschinengewehres 36 (lMG36) wurde verzichtet, da es nur marginal von der Leistung der Gewehrvariante abwich. Stattdessen wurden als Zubehör zum G36 das Zweibein sowie das Trommelmagazin beschafft, um das Gewehr als Unterstützungswaffe einsetzen zu können.

### Weiterentwicklungen

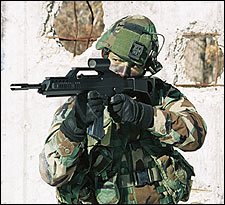
XM8 vor der Designänderung

Die Technik des G36 floss auch in andere Waffenentwicklungen ein: So basierte die kinetische Gruppe des HK XM29 auf dem G36C/K. Allerdings entsprach das XM29 nicht den Anforderungen des US-Militärs in Punkten wie Gewicht und Letalität, weshalb eine Aufteilung des Projektes in das Sturmgewehr HK XM8 und die 25-mm-Granatwaffe HK XM25 erfolgte. Dabei wurde das G36K als Basis genommen und in wenigen Monaten an die Anforderungen der US-Armee angepasst. Der damalige Projektverantwortliche der US-Armee war jedoch der Ansicht, dass die Waffe zu sehr dem G36 ähnele und es so keine Möglichkeit gebe, den Kongress davon zu überzeugen, eine deutsche Waffe zu kaufen. Folglich wurden Verschluss, Magazin und Abzugsgruppe vom G36 übernommen und ein neues Gehäuse entworfen. Die Unterschiede blieben marginal: So wurde zu einem Polygonlauf gewechselt und zur Gewichtsreduzierung bewegte sich der Verschlussträger nun direkt auf dem Kunststoff des Gehäuses statt auf Stahlschienen. Die beim G36 getrennten Bauteile Griffstück und Magazinschacht wurden zu einem unteren Gehäuseteil zusammengefasst, und statt Picatinny-Schienen wurde mit den Picatinny Combat Attachment Points (PCAP) ein neues Montagesystem von Zubehörteilen postuliert. Trotz der Designänderung wurde die weitere Entwicklung im November 2005 eingestellt.
Da das Insight-Tech-Gear-ISM-IR-Reflexvisier des XM8 dem Schützen zusätzlich einen Tageslicht- und IR-Laser zur Verfügung stellte, beschaffte die Bundeswehr mit dem Laser-Licht-Modul LLM01 eine weitere Zielhilfe mit gleichen Fähigkeiten und zusätzlichem Weißlichtscheinwerfer. Da die Visiere (insbesondere das Reflexvisier) bei höherer Feuchtigkeit beschlagen und leicht verschmutzt oder beschädigt werden können, wird für das G36A2 ein RSA-S-Reflexvisier Zeiss eingeführt, das auf einer Picatinny-Schiene montiert ist und somit problemlos entfernt werden kann. Die Version G36K wird von der Bundeswehr zu den Versionen G36KA1 und G36KA2 aufgerüstet. Das A1 wird mit einer Picatinny-Schiene wie das G36C, mit einem EOTech Holosight 551 oder Holosight 552 und mit einem RIS-System im Austausch zum normalen Vorderschaft ausgestattet. Das G36KA2 ist wie das G36K ausgestattet, es besitzt jedoch anstatt des HKV-typischen Reflexvisiers ein EOTech Holosight 551. Gegenüber dem RSA-S verfügt das EOTech über ein größeres Sichtfenster, was die Zielerfassung im Nahkampf verbessert.

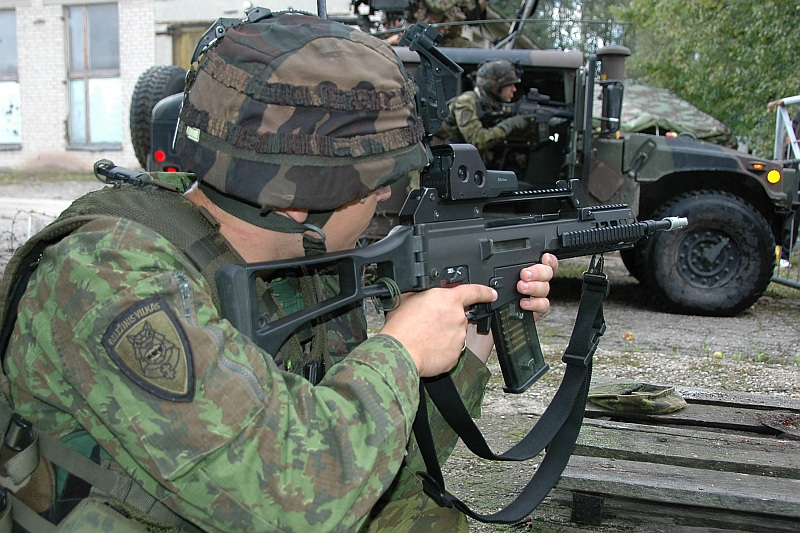
G36K der litauischen Streitkräfte

Exportversionen des Modells G36K, wie sie von den lettischen oder litauischen Streitkräften verwendet werden, wurden bereits mit Picatinny-Schienen am Vorderschaft ausgeliefert. Abgesehen von Schulterstütze und Mündungsfeuerdämpfer sind diese Waffen äußerlich mit dem ursprünglichen XM8-Design fast identisch. Das XM8 verzichtete auf eine klappbare Schulterstütze; diese konnte im Gegenzug in der Länge verstellt werden. Aus Kostengründen waren frühe Prototypen mit einem schnabelförmigen Mündungsfeuerdämpfer ausgerüstet.

## Überblick
Die nachfolgende Tabelle gibt einen Überblick über die Waffenentwicklung von Heckler & Koch, zum Vergleich ist auch das M16A2 von Colt aufgeführt. Die Gesamtmasse von Waffe und Munition beträgt in allen Fällen etwa 7,35 kg. Der Vorteil des G36 gegenüber dem G3 ist deutlich ersichtlich, bei gleichem Gewicht kann 140 % mehr Munition pro Schütze mitgeführt werden. Der Unterschied zum HK XM8 ist nur marginal – vor allem, wenn die kleinere Lauflänge berücksichtigt wird. So weist das G36K bereits eine Masse von 3,3 kg (leer) auf und verfügt über ein im Tragegriff integriertes Zielfernrohr mit dreifacher Vergrößerung.
|                       | HK G3A3           | Colt M16A2        | HK G11               | HK G36                             | HK XM8                                   |
| --------------------- | ----------------- | ----------------- | -------------------- | ---------------------------------- | ---------------------------------------- |
|                       |                   |                   |                      |                                    |                                          |
| Gewicht (leer)        | 4,38 kg           | 3,77 kg           | 3,8 kg               | 3,63 kg                            | 2,7 kg                                   |
| Zielhilfen (Standard) | offene Visierung  | offene Visierung  | Einfach-Zielfernrohr | Reflexvisier Dreifach-Zielfernrohr | Reflexvisier Laserzielhilfe (optisch/IR) |
| Kaliber               | 7,62 × 51 mm NATO | 5,56 × 45 mm NATO | 4,73 × 33 mm         | 5,56 × 45 mm NATO                  | 5,56 × 45 mm NATO                        |
| Magazinfüllung        | 20                | 30                | 45 (15)              | 30                                 | 30                                       |
| Anzahl Magazine       | 1 + 4             | 1 + 7             | 2 + 28               | 1 + 7                              | 1 + 9                                    |
| Munition pro Schütze  | 100               | 240               | 510                  | 240                                | 300                                      |
| 1. 2. 3.              |                   |                   |                      |                                    |                                          |

## Technik

### Aufbau

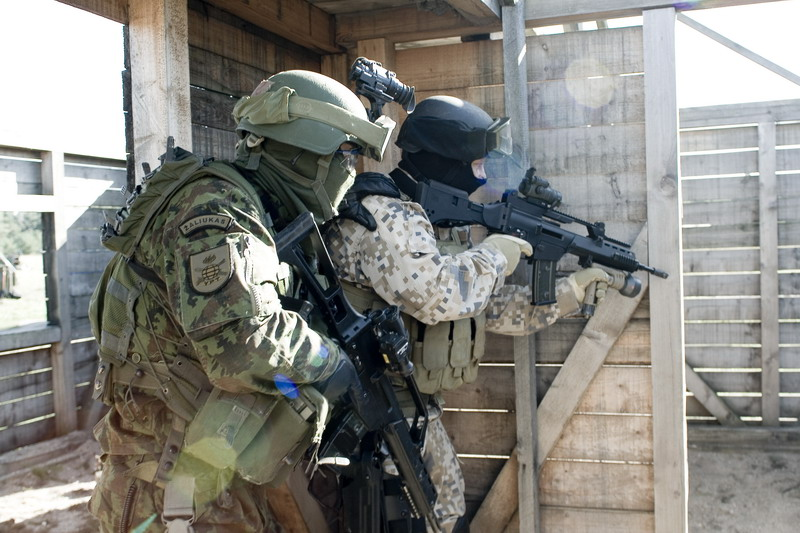
Litauischer und lettischer Soldat bei der Übung „Balts Will“

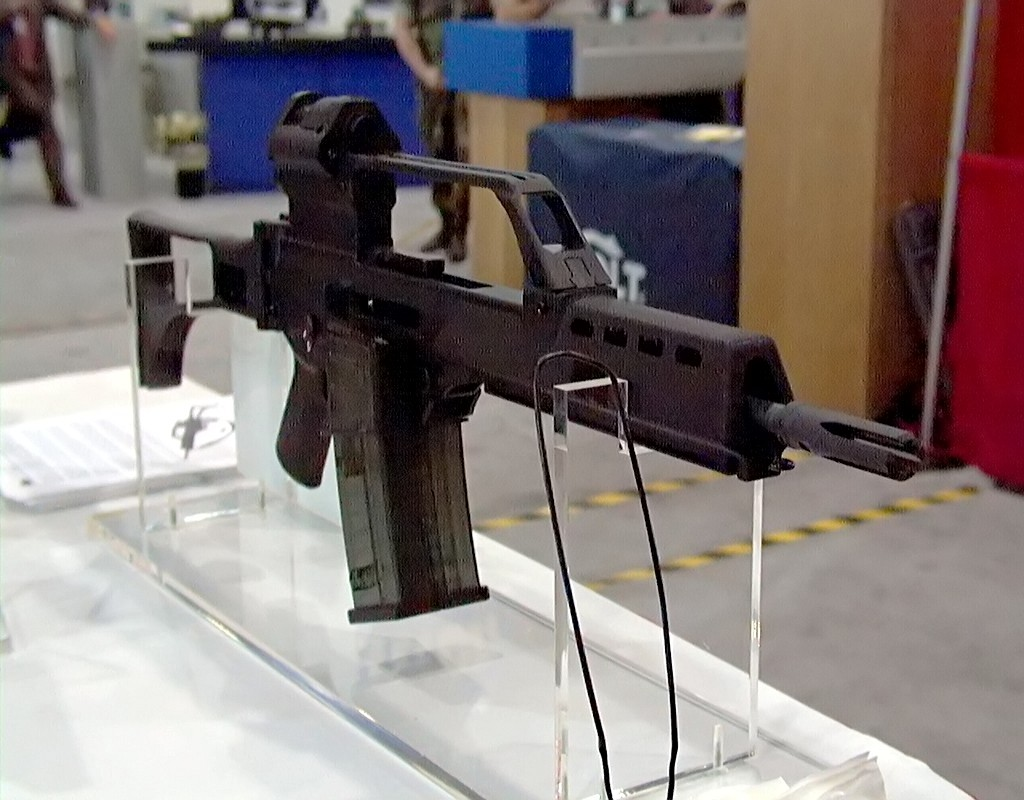
G36K mit zwei zusammengesteckten Magazinen (engl. jungle style)

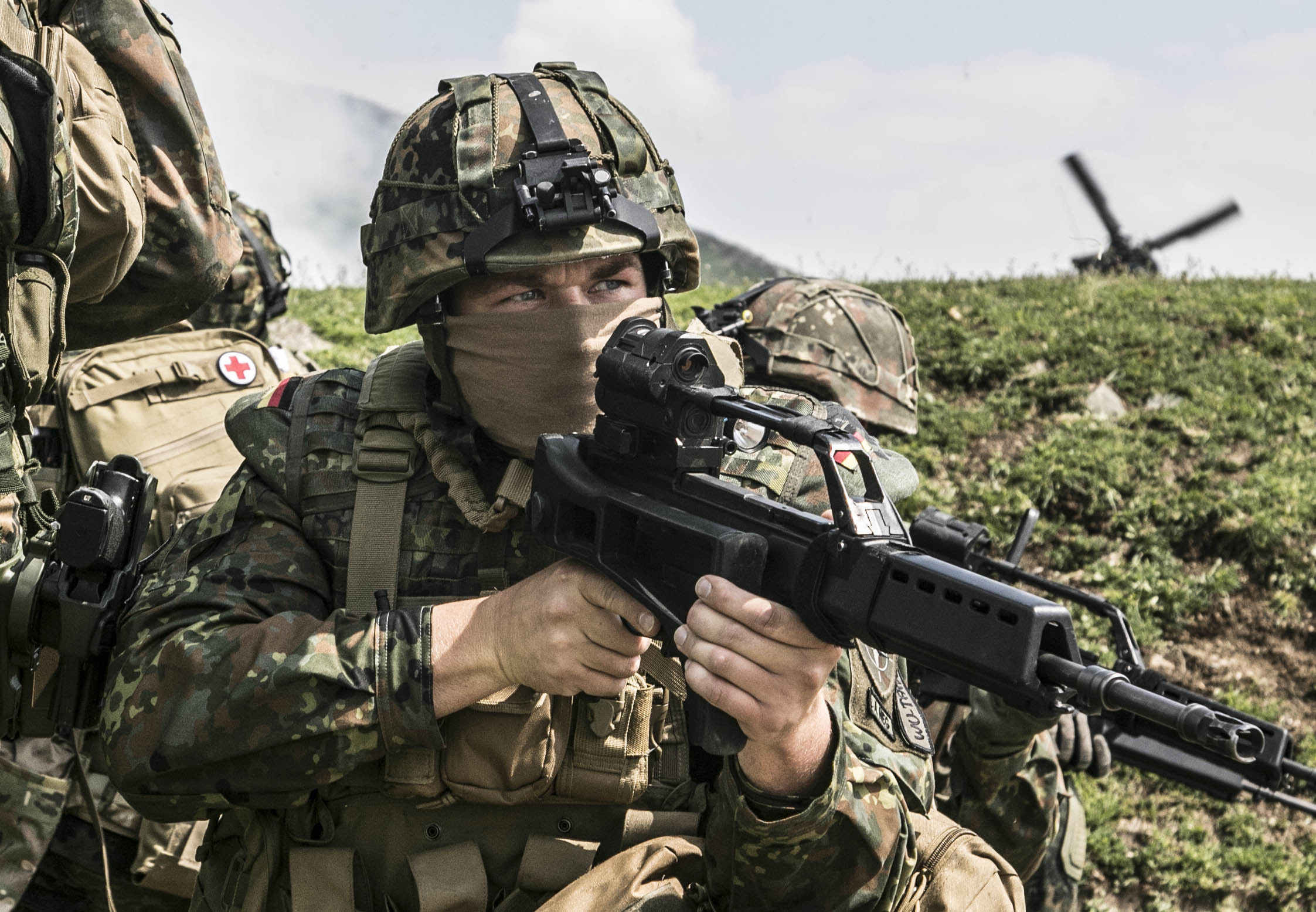
G36 mit eingeklappter Schulterstütze (Kosovo, 2016)

Das G36 ist ein aufschießender indirekter Gasdrucklader mit Drehkopfverschluss. Zur Gewichtsreduzierung bestehen alle nicht direkt mit dem Feuervorgang in Verbindung stehenden Bauteile aus kohlenstofffaserverstärktem Kunststoff. Aus Kostengründen ist dies mit kurzen Kohlenstofffaserabschnitten vermischtes Polyamid 6.6. Der Faseranteil erreicht etwa 33 %. Die Bauteile werden im Spritzgussverfahren gefertigt. Die Metallteile sind ausnahmslos aus korrosionsbeständigem Stahl gegossen oder geschmiedet. Manche Bauteile wie der Verschlussträger werden mechanisch nachbearbeitet. Zentrales Element der Waffe ist die Rohrbettung: der Teil des Gehäuses, der das Rohr aufnimmt. Die Rohraufnahme besteht aus Stahl und wird zusammen mit den Führungsschienen des Verschlussträgers in das Kunststoffgehäuse eingebacken. Der kaltgehämmerte und hartverchromte Lauf der Waffe ist mit sechs Feldern und Zügen ausgestattet, die Dralllänge beträgt 178 mm. Er wird mit einer Mutter in der Rohraufnahme fixiert. Die Abzugsgruppe ist beidhändig bedienbar und mit einer Buchstabenbeschriftung versehen: „S“ für Sicher, „E“ für Einzelschuss und „F“ für Feuerstoß. Auf Kundenwunsch sind auch eine Piktogrammbeschriftung sowie ein 2-Schuss-Feuerstoß möglich. Die Waffe kann auch mit angeklappter Schulterstütze eingesetzt werden.
Der Repetiermechanismus der Waffe wurde vom Armalite AR-18 abgeleitet und arbeitet wie folgt: Nach der Schussabgabe werden die Verbrennungsgase durch eine Bohrung im vorderen Teil des Laufes in die Gasabnahme auf den Gaskolben geleitet. Der Gaskolben ist mit einer Antriebsstange verbunden, die sich um etwa 6 mm nach hinten bewegt und so einen Impuls auf den Verschlussträger überträgt. Die Antriebsstange bewegt sich dann wieder nach vorne, getrieben von ihrer eigenen Feder. Der ganze Mechanismus ist selbstregelnd, auf ein Regelventil wurde verzichtet. Daraufhin bewegt sich der Verschlussträger nach hinten und drückt über seine Steuerkurve den Steuerbolzen des Verschlusskopfes nach unten. Dadurch wird der Verschlusskopf gezwungen, eine kleine Drehung auszuführen, so dass die sechs Verriegelungswarzen frei werden und der Verschluss entriegelt. Der Verschluss läuft weiter nach hinten und zieht mit dem Auszieher die leere Patronenhülse aus dem Patronenlager des Laufes. Die Patronenhülse wird vom Auswerfer schließlich nach rechts ausgeworfen. Am hinteren Ende des Auswurffensters befindet sich ein Hülsenabweiser, der die Hülsen leicht nach vorne ablenkt. Die Waffe kann deshalb auch von der linken Schulter abgefeuert werden, ohne dass der Schütze durch die ausgeworfenen Patronenhülsen verletzt oder beeinträchtigt wird. Der Hülsenabweiser dient gleichzeitig zur Arretierung der abgeklappten Schulterstütze. Der weiter zurücklaufende Verschluss spannt die Schließfeder und drückt den Schlaghahn nach unten in dessen Raststellung. Nachdem die restliche Rücklaufenergie des Verschlusses vom Verschlusspuffer am Ende des Rücklaufweges aufgezehrt wurde, erfolgt die Bewegungsumkehr. Die Schließfeder drückt den Verschlussträger wieder in die Ausgangsstellung, wobei durch den Vorlauf eine neue Patrone aus dem Magazin in das Patronenlager geführt wird. Der Verschlussträger dreht dabei den Verschlusskopf über dessen Steuerbolzen wieder in die Verriegelungsposition.
Der Verschlussträger ist die wesentlichste Innovation gegenüber dem AR-18 und für das bekannte Durchladen der Waffe verantwortlich. Der Verschlussträger besitzt dazu eine verlängerte Oberseite mit einem um ±90° seitwärts schwenkbaren Ladehebel an der Spitze. Im Normalzustand zeigt dieser nach vorne und wird von seiner Feder in dieser Position gehalten. Zum Durchladen kann er seitlich ausgeschwenkt werden, um damit den Verschlussträger nach hinten zu ziehen. Durch das Hineindrücken des Ladehebels kann dieser in seitlicher Position fixiert werden, um den Verschlussträger nach vorne zu führen und den Schließ- und Verriegelungsvorgang manuell zu unterstützen (engl. forward assist). Im Gegensatz zum AR-18 kommt der Verschluss des G36 mit nur einer Feder aus. Da der Verschlussträger bündig mit dem Gehäuse abschließt, konnte auch auf eine Auswurfklappe verzichtet werden. Ist das Magazin leergeschossen, bleibt der Verschluss durch den Verschlussfang automatisch in offener Position stehen. Nach dem Entfernen des leeren Magazins durch Drücken des Magazinhalters und dem Einführen eines neuen Magazins kann der Verschluss durch ein Zurückziehen über den Fangstollen freigegeben werden, so dass dieser nach vorne schnappt und die Waffe einsatzbereit ist. Bei einem Repetieren ohne leeres Magazin muss der Fangstollen im Griffstück einmalig gedrückt werden, um den Verschluss in offener Position zu halten.
Die 30-schüssigen Magazine bestehen aus transparentem Kunststoff und sollten auch im XM8 eingesetzt werden. Durch die Plastikbauweise kann nicht nur der Füllstand abgelesen werden, das Design spart auch Gewicht und Kosten. Es ist möglich, mehrere Magazine zusammenzustecken, um den Nachladevorgang zu beschleunigen (engl. jungle style). Das G36 kann auch 100-schüssige Beta-C-Trommelmagazine aufnehmen, ist aber sonst nicht STANAG-Magazin-kompatibel. STANAG-Magazine können mittels Adapter bzw. durch Austausch des entsprechenden Magazinschachtes verwendet werden.

### Zielhilfen
| Strichplatte optisches Visier |

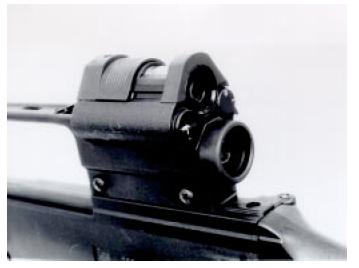
Hauptkampfvisier

| 1. Zielpunkt/Haltemarke auf Ziele in 200 Meter Entfernung 2. Haltemarke zum Anvisieren auf Ziele, die sich von links nach rechts mit einer Geschwindigkeit von ca. 8 km/h in 200 Meter Entfernung bewegen 3. Kreisförmiges Fadenkreuz (Innendurchmesser 1,75 m Manngröße bei 400 m Reichweite) 4. Haltemarke zum Anvisieren auf Ziele, die sich von rechts nach links mit einer Geschwindigkeit von ca. 8 km/h in 200 Meter Entfernung bewegen 5. Horizontale Linie, um festzustellen, ob die Waffe gegenüber dem Horizont geneigt ist 6. Haltemarke zum Anvisieren auf Ziele in ca. 400 Meter Entfernung 7. Haltemarke zum Anvisieren auf Ziele in ca. 600 Meter Entfernung 8. Haltemarke zum Anvisieren auf Ziele in ca. 800 Meter Entfernung 9. Größe von 1,75 Meter großen Personen bei Reichweite X (800 m, 600 m, 400 m, 200 m) |

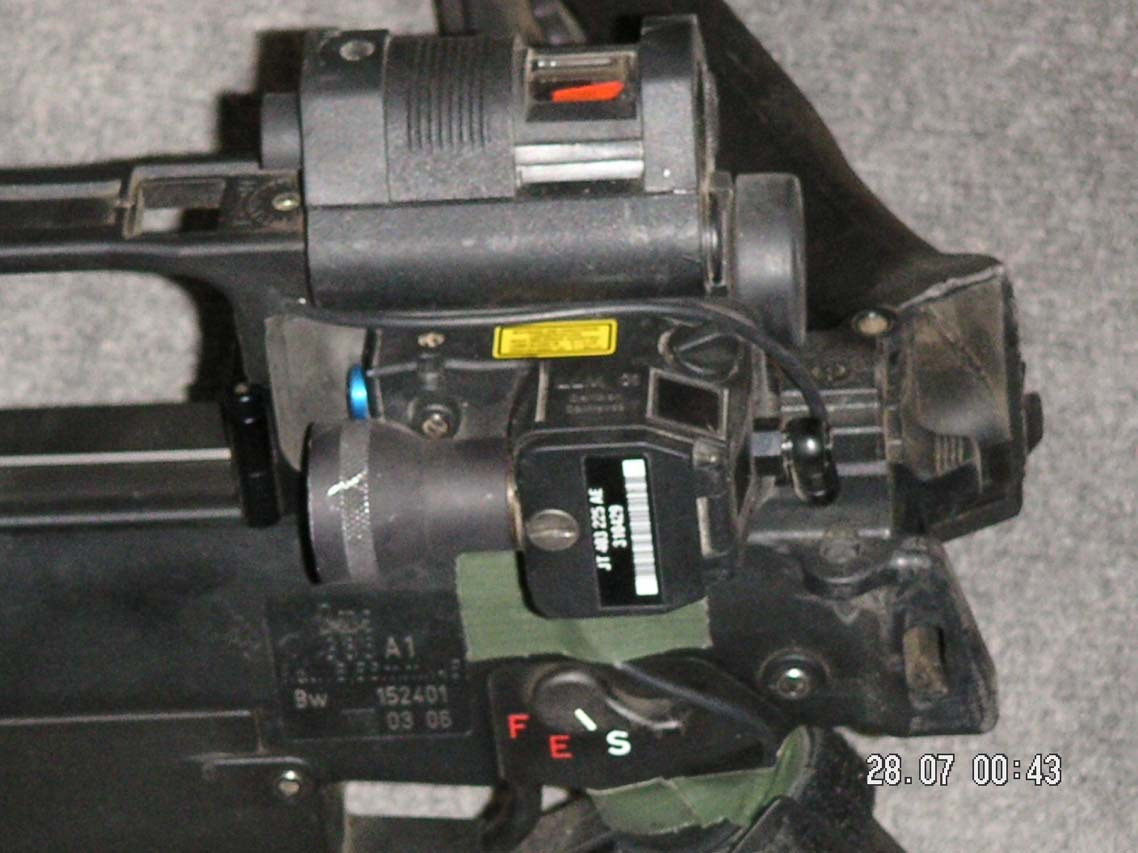
G36A1 mit LLM01 in Seitenansicht

Das G36 verfügt über ein duales Hauptkampfvisier (HKV), bestehend aus Reflexvisier und Zielfernrohr. Später wurde zusätzlich das Laser-Licht-Modul LLM01 beschafft.
Im oberen Reflexvisier, das auch als Kollimatorvisier bezeichnet wird, befindet sich eine Lichtsammelschnecke aus Glasfaser, die einen roten Leuchtpunkt erzeugt, der auf 100 m Entfernung etwa 25 cm des Ziels abdeckt. Der Leuchtpunkt ist bei Tageslicht ohne zugeschaltete Batterie zu erkennen. Bei Nacht oder eingeschränkter Sicht kann der Leuchtpunkt durch Zuschalten der Batterie verstärkt werden. Oberhalb des Reflexvisiers befindet sich ein Schieber, mit dem die Lichtöffnung geschlossen werden kann. Die Helligkeit des so erzeugten Rotpunktes passt sich über einen Fotosensor automatisch den Lichtverhältnissen an. Bei schlechten Kontrastverhältnissen kann der Schütze durch Drücken des Ein-/Ausschalters die Leuchtstärke erhöhen. Eine Zeitschaltung veranlasst nach etwa 45 Sekunden die Rückschaltung der Beleuchtungsstärke auf den Standardwert. Aufgrund der Bauweise kann nur der Schütze beim Blick durch das Reflexvisier den Punkt erkennen.
Das Reflexvisier wird für Schnellschüsse bei Entfernungen bis maximal 200 Metern eingesetzt. Dies ist möglich, da sich der Haltepunkt wegen der flachen Flugbahn des Geschosses bei Entfernungen zwischen 50 und 150 Metern nicht ändert. Der Schütze hat beim Schießen mit diesem Visier beide Augen geöffnet, was ein größeres Gesichtsfeld, räumliches Sehen und schließlich eine schnellere Reaktion ermöglicht. Da das Visier leicht beschlagen, verschmutzen oder beschädigt werden kann, wird für das G36A2 das RSA-S-Reflexvisier eingeführt, das auf einer Picatinny-Schiene montiert wird und somit problemlos entfernt werden kann.
Das darunterliegende, im Tragegriff integrierte Zielfernrohr mit einer dreifachen Vergrößerung ermöglicht es dem Schützen, Ziele auf eine Entfernung von bis zu 500 m zu bekämpfen. Im Visier befindet sich die Entfernungsschätzmarke für Mannziele bis zu einer Entfernung von 800 m. Sie ist auf eine Körpergröße des Zieles von 1,75 m ausgelegt. Diese wird zur Entfernungsschätzung benutzt. Das Fadenkreuz in der Mitte des Zielkreises ist die Zielmarke für eine Schussentfernung von 200 Metern. Weiter bildet der Kreis in der Optik drei Fadenkreuze, die jeweils als Zielmarke für 200, 400, 600 und 800 Meter dienen. Nur das oberste Fadenkreuz ist mit einem Kreis umgeben, die beiden Schnittpunkte der Außenflächen des Zielkreises mit der Visierlinie dienen als Vorhaltemarke für Ziele mit einer Lateralgeschwindigkeit von 15 km/h in einer Entfernung von 200 m. Wo sich der unterste Punkt des Fadenkreuzes mit dem Kreis schneidet, liegt die 400-Meter-Marke. Aufgrund der flachen Flugbahn des 5,56-mm-Projektils können mit nur geringfügig tiefer gesetztem Haltepunkt auch Ziele in einer Entfernung von weniger als 200 Metern getroffen werden.
Das vorhandene Kimme-Korn-Visier am Tragebügel ist das Nahkampfvisier für die Exportvariante des G36, die über kein Reflexvisier verfügt und beispielsweise von der spanischen Armee verwendet wird. Versuche, das mit Schrauben und Klebstoff montierte Reflexvisier abzuschlagen, resultieren zumeist in der Zerstörung aller drei Visiereinrichtungen.
Für das G36 ist der Nachtsichtaufsatz NSA 80 der Firma Carl Zeiss erhältlich, der ohne zusätzliches Werkzeug mit einer Hand auf dem Haltebügel montiert werden kann. Dadurch wird das G36 auf Entfernungen ab 20 Meter nachtkampffähig, ohne dass Einstellungen an der Zieloptik notwendig werden. Dies geschieht jedoch unter Verzicht auf das Reflexvisier, das vom NSA 80 abgedeckt wird. Der NSA 80 misst 19 × 10 × 15 cm und wiegt 1,2 kg mit Batterien. Der Schwerpunkt des G36 verschiebt sich durch das NSA 80 nach vorne und nach oben.
Da das XM8 mit dem Insight Tech-Gear ISM-IR-Reflexvisier dem Schützen zusätzlich ein Tageslicht- und IR-Laser zur Verfügung stellte, beschaffte die Bundeswehr mit dem Laser-Licht-Modul LLM01 eine weitere Zielhilfe mit gleichen Fähigkeiten und zusätzlichem Weißlichtscheinwerfer. Sie wird mittels einer Metallklemme an der linken Seite des Hauptvisierträgers des G36 befestigt. Die Laserpunkte eignen sich gut für den Schnellschuss, da die Visiereinrichtung des Hauptkampfvisiers nicht benutzt werden muss. Mit Hilfe des Weißlichtscheinwerfers können tagsüber dunkle Ecken und Räume ausgeleuchtet werden.
Zusätzlich stehen weitere Zielhilfen zur Verfügung, die im Rahmen des Programmes Infanterist der Zukunft (IdZ) oder als Kampfwertsteigerung eingeführt werden. So wird die Version G36K von der Bundeswehr zu den Versionen G36KA1 und G36KA2 aufgerüstet. Das A1 wird mit einer Schiene wie das G36C, mit einem EO Tech Holosight 551 oder EO Tech Holosight 552 und mit einem RIS-System im Austausch zum normalen Vorderschaft ausgestattet. Das G36KA2 ist wie das G36K ausgestattet, es besitzt jedoch anstatt des HKV-typischen Reflexvisiers ein EO Tech Holosight 551. Das 551 verwendet N-Batterien, das 552 auch handelsübliche AA-Batterien. Gegenüber dem RSA-S verfügt das EO Tech über ein größeres Sichtfenster und verwendet holographische Technologie. Dabei wird mit Hilfe eines Lasers ein holografisches Bild ausgelesen und als Absehen in die Visierlinie des Schützen eingeblendet. Dabei hat sich jedoch gezeigt, dass durch die Montageschiene das EO Tech so hoch angesetzt wird, dass es ohne Nachrüstung der Schulterstütze mit einem Rücken sowie einer Backe nicht von allen Schützen bedient werden kann und der Schütze durch das holografische Visier nur bei nicht angelehntem Kopf durch das Visier zielen kann.
Im Rahmen des IdZ-Programms soll noch das Wärmebildgerät HuntIR beschafft werden. Dieses wiegt weniger als 3 kg und besitzt zwei Sehfelder mit 2,3° × 3,0° für Reichweite und 6,8° × 9,1° für größtmögliche Umsicht. Eine Zielidentifizierung soll in bis zu 1700 Metern Entfernung möglich sein. Für das erweiterte System des Infanteristen der Zukunft soll das System um den RangIR-Aufsatz ergänzt werden. Dadurch kommen Laserentfernungsmesser (LEM) und Digitaler Magnetkompass (DMC) sowie ein Link zur kabellosen Verteilung von Daten und Video innerhalb der Infanteriegruppe dazu. Das System kann dann auch verwendet werden, um mit Hilfe des eingebauten Ballistikrechners den genauen Haltepunkt der Waffe zu berechnen. Auch lassen sich dann Ziele exakt anmessen, um gegebenenfalls Feuerunterstützung einzuleiten.

### Verwendete Munition
Für das G36 wird die DM11-Munition im Kaliber 5,56 × 45 mm NATO eingesetzt, hergestellt von MEN und RUAG Ammotec. Laut Aussagen des Ernst-Mach-Instituts der Fraunhofer-Gesellschaft wies die Munition von MEN 2014 jedoch einen zu dünnen Zinnmantel für das Geschoss auf, dadurch kommt es in einem heißen Lauf zu einem Abdampfen des freiliegenden Geschosshecks und einer Bleiemission in die Umgebungsluft, womit auch das Trefferbild ungenau wird. Diese Zinndicke hat Einfluss auf die Geschossflugbahn bei heiß geschossener Waffe und erklärt das teils veränderte Treffverhalten. MEN versprach Nachbesserungen.
In dem vom Verteidigungsministerium beauftragten 372 Seiten starken Gutachten haben der Bundesrechnungshof, das Ernst-Mach-Institut, eine Wehrtechnische Dienststelle der Bundeswehr und das Wehrwissenschaftliche Institut für Werks- und Betriebsstoffe mitgearbeitet. Im Resultat ist jedoch das Gesamtsystem bei veränderten Umgebungstemperaturen unzuverlässig, nicht nur die Munition oder das Gehäuse allein.

### Baugruppen und Zubehör

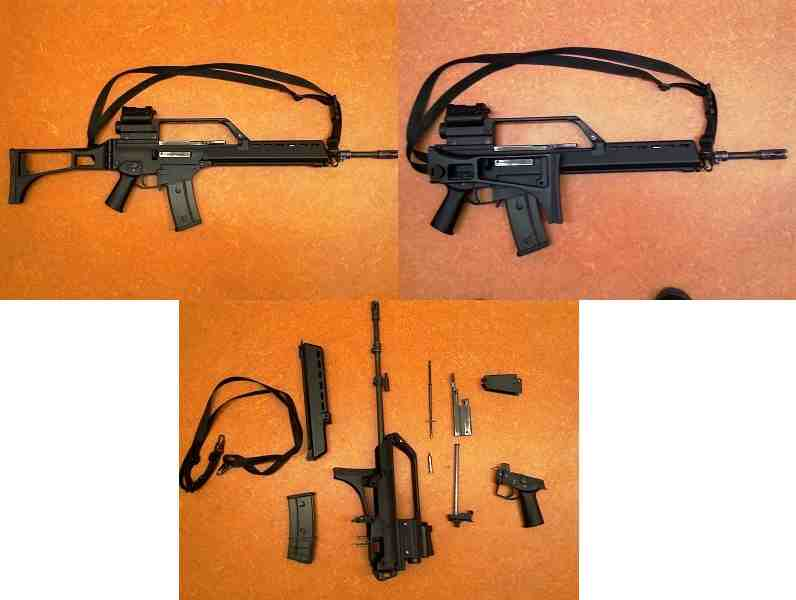
G36A1 mit gestreckter und eingeklappter Schulterstütze, und zum Reinigen zerlegt

Wie die meisten Infanteriewaffen kann das G36 mit einfachen Handgriffen in seine neun Baugruppen zerlegt werden. Einige Baugruppen sind außerdem wiederum in ihre einzelnen Bauteile zerlegbar:
- Gehäuse mit Rohr und Anbauteilen
  - Gehäuse, Magazinschacht, Magazinhalter, Rohr, Gasantrieb (Gaskolben, Antriebsstange, Gasabnahme), Mündungsfeuerdämpfer
- Kurvenmagazin
- Trageriemen
- Griffstück, vollständig
- Schaft (Skelett-Schulterstütze), vollständig
- Handschutz, vollständig
- Verschluss
  - Verschlussträger, Sicherungsbolzen, Schlagbolzen, Steuerungsbolzen, Verschlusskopf
- Bodenstück mit Schließfeder
- Tragebügel mit Visiereinrichtung

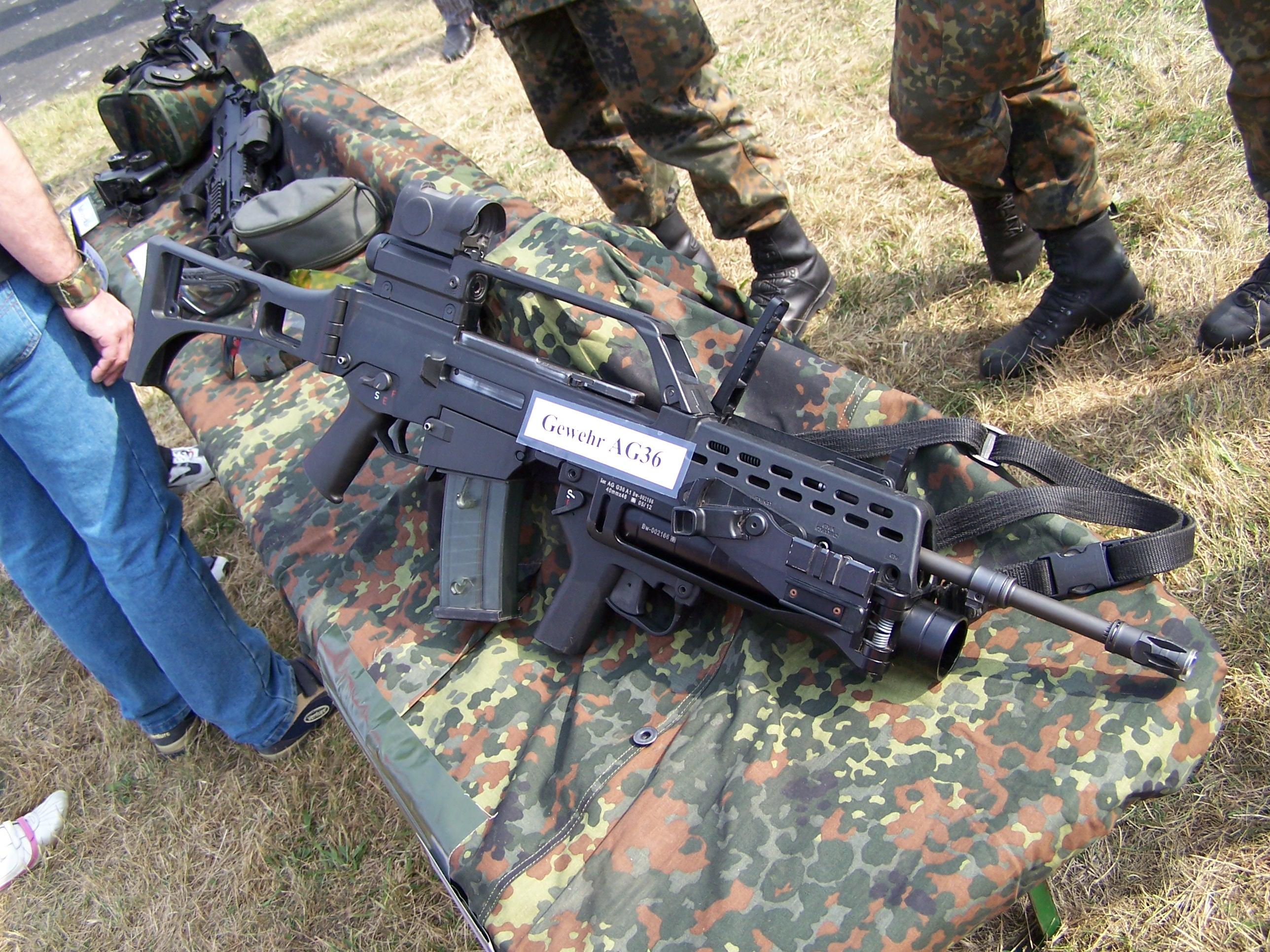
G36A2 mit AG36

Zum Reinigen wird die Waffe annähernd wie oben beschrieben zerlegt, Ausnahme bilden der Tragebügel mit Visiereinrichtung und die Schulterstütze, die mit dem Gehäuse verbunden bleiben. Beim feldmäßigen Reinigen bleibt der Verschluss komplett, Antriebsstange und Gaskolben werden nicht ausgebaut. Die Zeitvorgabe für das Zerlegen und Zusammensetzen der Waffe beträgt in der Regel zwei Minuten, ist aber mit einiger Übung auf 30 Sekunden reduzierbar. Der Vorgang benötigt im Vergleich zu anderen Sturmgewehren etwas mehr Zeit, da einige Baugruppen (Griffstück, Bodenstück mit Schließfeder, Magazinschacht und Handschutz) von drei Haltebolzen gesichert werden. Die Haltebolzen werden in vier Bohrungen in der Schulterstütze zwischengelagert. Im internationalen Vergleich ist diese deutsche Lösung – ähnlich beim G3 – einzigartig. Das G36 kann noch mit weiteren Anbauteilen ausgerüstet werden. Das am häufigsten verwendete Zubehör (ohne Zielhilfen) ist:
- Zweibein
- Anbaugranatwerfer AG36 (AG40-2), zum Anbau muss der Vorderschaft gewechselt werden.
- das als „Kampfmesser, schwer“ aus NVA-Beständen übernommene Mehrzweckbajonett M1974 bzw. M1974/2 des AKM (allerdings nur mit verändertem Haltering[13] bzw. bei entferntem Mündungsfeuerdämpfer)[14]
- Manöverpatronengerät (MPG)
- Sicherheitsmanöverpatronengerät (SMPG rot)
- Sicherheitsmanöverpatronengerät (SMPG weiß → AGDUS)
- Beta-C-Magazin mit einer Kapazität von 100 Patronen, um als leichtes Maschinengewehr eingesetzt zu werden.

## Modellvarianten

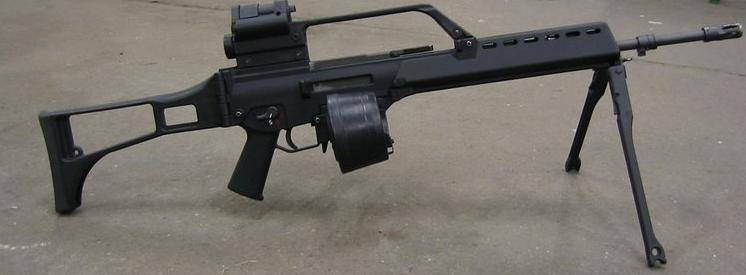
HK G36 mit Zweibein und Beta-C-Trommelmagazin
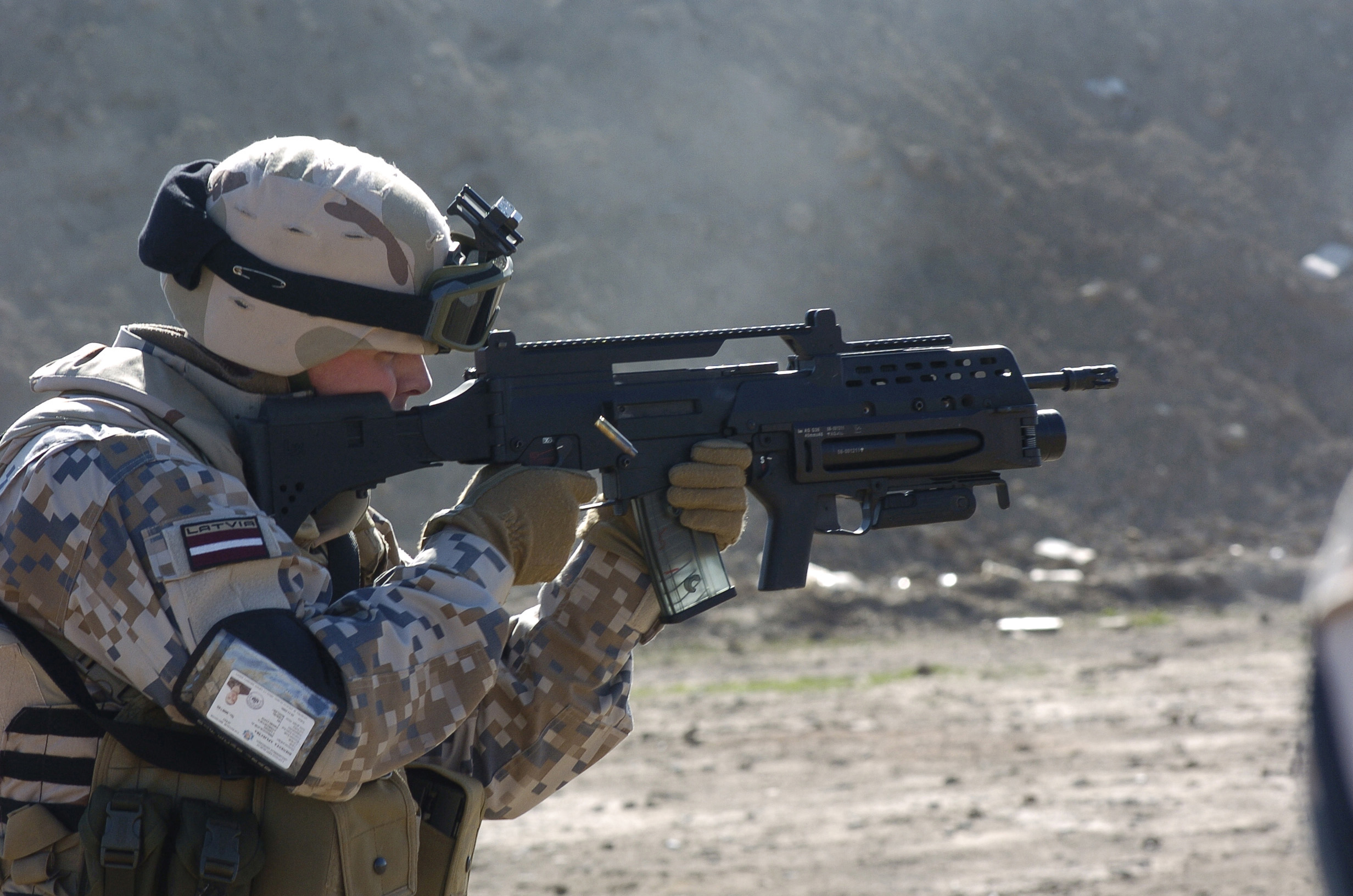
Lettischer Soldat mit G36KV und AG36
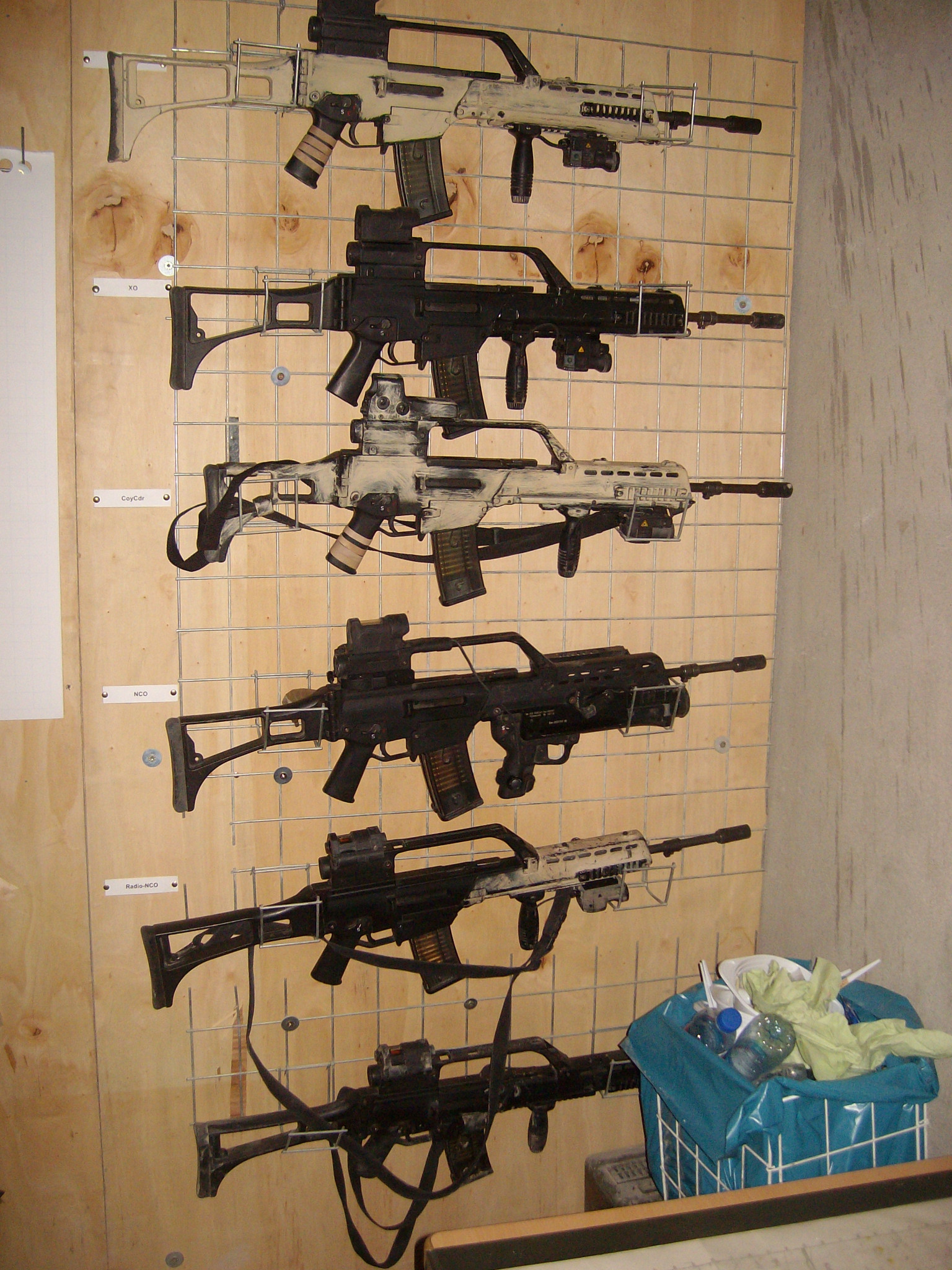
Konfigurationen des G36

| Variante                           | Gesamtlänge mm | Rohrlänge mm | Höhe mm | Breite mm | Gewicht kg  | Visiere                                     | Magazin (Patronen)                      |
| ---------------------------------- | -------------- | ------------ | ------- | --------- | ----------- | ------------------------------------------- | --------------------------------------- |
| G36                                | 1002 (758)     | 480          | 320     | 64 (94)   | 3,63 (3,77) | Dreifach-Optik Reflexvisier                 | Kurvenmagazin (30) Trommelmagazin (100) |
| G36K Kurz                          | 833 (613)      | 318          | 320     | 64 (94)   | 3,3 (3,44)  | Dreifach-Optik Reflexvisier                 | Kurvenmagazin (30) Trommelmagazin (100) |
| G36C Compact                       | 716 (500)      | 228          | 278     | 64 (94)   | 2,82 (2,96) | Picatinny-Schiene optional offene Visierung | Kurvenmagazin (30) Trommelmagazin (100) |
| G36V Variante (ehemals G36E)       | 1002 (758)     | 480          | 285     | 64 (94)   | 3,33 (3,47) | 3- oder 1,5-fach-Optik                      | Kurvenmagazin (30) Trommelmagazin (100) |
| G36KV KurzVariante (ehemals G36KE) | 833 (613)      | 318          | 285     | 64 (94)   | 3,0 (3,14)  | 3- oder 1,5-fach-Optik                      | Kurvenmagazin (30) Trommelmagazin (100) |
| 1. 2. 3.                           |                |              |         |           |             |                                             |                                         |

| G36-Varianten der Bundeswehr | G36-Varianten der Bundeswehr | G36-Varianten der Bundeswehr                                                                              | G36-Varianten der Bundeswehr |
| Variante                     | Merkmale | Verwendung                                                                                                |                              |
| ---------------------------- | --- | --- | ---------------------------- |
| G36A0                        | Hauptkampfvisier 3-fach-ZF und Reflexvisier. Nachtkampffähigkeit mit LLM01, NSA80 und Lucie bis Befähigungsstufe III. Eingeschränkte Anbaumöglichkeit für den AG40-2. Ergänzungssatz IdZ-BS nachrüstbar. | Erstes Baulos der Waffe für alle Teilstreitkräfte.                                                        |                              |
| G36A1                        | Wie G36A0 jedoch uneingeschränkte Anbaumöglichkeit für den AG40-2 durch Änderung der Gasabnahme. Anpassungen von Sicherungswelle und Abzugsschulter durch Materialverstärkung. | Produktverbesserung                                                                                       |                              |
| G36A2                        | Wie G36A1, jedoch mit verkürzter Schulterstütze und Zeiss RSA-Reflexvisier. | Produktverbesserung                                                                                       |                              |
| G36A2 mit ErgS IdZ-BS        | Zusätzlich ausgestattet mit modifiziertem Aluminiumhandschutz und Picatinny-Schienen. Adapter für LLM01, Adapterplatte für Infrarot, Sturmgriff und Kabelschalter mit Triggerplatte. | Ergänzungsausttattung des IdZ-Basissystems.                                                               |                              |
| G36 SSG KR                   | Nachtkampffähigkeit bis Befähigungsstufe V. Anderes Zweibein. Tragebügel mit verlängerter Montageschiene zur Aufnahme sämtlicher optischer/optronischer Geräte. Ergänzungssatz IdZ-BS nachrüstbar. | Scharfschützengewehr Kurze Reichweite, Sondervariante für das KSK.                                        |                              |
| G36KA1                       | Modifizierter Aluminiumhandschutz mit Picatinny-Schienen. Verkürzte Schulterstütze und durchgehende Picatinny-Schiene für Zielhilfen. EO Tech Holosight als Visier. Nachtkampf bis Befähigungsstufe III. | Waffe für Spezial- und Spezialisierte Kräfte                                                              |                              |
| G36KA2                       | wie G36KA1, jedoch auch mit dualen Hauptkampfvisier verfügbar. | Waffe für Spezial- und Spezialisierte Kräfte                                                              |                              |
| G36A1.1                      | Durchgehende flache Picatinny-Schiene für Zielhilfen und mechanischem Notvisier. Verstärkter Aluminiumhandschutz mit integrierten Picatinny-Schienen und Sturmgriff. Verlängerter Hebel für den Verschlussfangstollen sowie längerer Magazinlösehebel. In Länge und Höhe verstellbare Schulterstütze. Modifizierter Mündungsfeuerdämpfer zur Aufnahme des ROTEX-Schalldämpfers. | Modifizierte Basiswaffe. Projektbezeichnung Basiswaffe lang. Erhöhte Priorität bei der Beschaffung.       |                              |
| G36A3                        | Wie G36A1.1 jedoch mit Push-to-Talk-Taste am Handschutz. | Teil der Ausstattung Infanterist der Zukunft – Erweitertes System                                         |                              |
| G36KA3                       | K-Version mit Komponenten der Basiswaffe lang und Push-to-Talk-Taste am Handschutz. | Teil der Ausstattung Infanterist der Zukunft – Erweitertes System. Entspricht dem Projekt Basiswaffe kurz |                              |
| G36KA4                       | Komponenten der Basiswaffe lang zusätzlich Slim-Line Aluminiumhandschutz mit integrierten Picatinny-Schienen. HKey Schnittstelle zur Befestigung von Picatinny-Schienen an der Waffe. Da gemäß Anforderung ein Schalldämpfer und 40-mm-Abschussgerät gleichzeitig montiert werden soll verfügt der Handschutz über eine Aufnahme für den 40-mm-GLM (AG36 Derivat).              | Waffe für Spezial- und Spezialisierte Kräfte                                                              |                              |

Neben den militärischen Varianten des G36 bietet Heckler & Koch für den zivilen Markt das SL8 an. Zudem ist der Verkauf des zivilen Modells HK243 (HK293 in den Vereinigten Staaten) geplant, das bis auf den Lauf und Verschlusskopf aus Teilen des G36 bestehen und ebenfalls das Kaliber .223 Rem verschießen können soll. Es soll in folgenden Varianten verfügbar sein:
| HK243 Compact | 746 (502) | 228 | Kurvenmagazin (10) |
| HK243 Kurz    | 837 (502) | 330 | Kurvenmagazin (10) |
| HK243 Sporter | 938 (694) | 420 | Kurvenmagazin (10) |
| HK243 Long    | 998 (754) | 480 | Kurvenmagazin (10) |
| 1.            |           |     |                    |

## Kritik

### Nachlassende Genauigkeit in heißgeschossenem Zustand
Im April 2012 berichtete der Spiegel, die Bundeswehr habe bei Versuchen festgestellt, das G36 werde „nach mehreren hundert Schuss“ zu heiß, dadurch falle die Trefferwahrscheinlichkeit auf Entfernungen über 300 Meter rapide ab. Da auch andere Medien den Bericht aufnahmen, reagierte Heckler & Koch mit einer Stellungnahme, in der das Unternehmen die Berichterstattung „als Teil einer mittlerweile über zwei Jahre andauernden und äußerst vielschichtigen Kampagne gegen das Unternehmen“ bezeichnete. Die Waffen seien vom Bundesamt für Wehrtechnik und Beschaffung abgenommen worden, von einem Mangel könne keine Rede sein. In über zehn Jahren Kampfeinsatz der Bundeswehr in Afghanistan sei Heckler & Koch keine einzige Beschwerde der kämpfenden Truppe in Bezug auf die Treffleistung des Gewehres G36 im heißgeschossenen Zustand bekannt geworden. „Nach Kenntnis von Heckler & Koch sind auch innerhalb der Bundeswehr diesbzgl. keine Beschwerden der kämpfenden Truppe bekannt geworden.“
Wenige Wochen darauf berichtete Bild über eine interne Prüfung der Wehrtechnischen Dienststelle 91, bei der die Angaben des Spiegel bestätigt worden seien. Einer dieser Berichte an den Bundesverteidigungsminister wurde zitiert: „Alle bisher untersuchten G36 zeigen im heißgeschossenen Zustand eine Veränderung des mittleren Treffpunktes, [so] dass ein Gegner in einer Entfernung von 200 Metern nicht mehr sicher bekämpft werden kann.“ Die Bundeswehr habe intern auf die Notwendigkeit zur Kühlung der Waffe nach schneller Schussfolge hingewiesen, mit der Begründung, dass die Bekämpfung von Zielen über 100 Metern andernfalls erschwert wird. Von Soldaten aus dem Einsatz seien bisher keine Beschwerden öffentlich bekannt geworden.
Am 16. September 2013 veröffentlichte das Politikmagazin Report Mainz Auszüge aus einem als Verschlusssache eingestuften Schreiben des Bundesamtes für Wehrtechnik und Beschaffung. Demnach meldete das Amt als Ergebnis von „Untersuchungen beanstandeter Infanteriewaffen“, das G36 zeige „nach einer Belastung von 90 Schuss in kurzer Zeit (Dauerfeuer/schnelles Einzelfeuer) eine stark nachlassende Präzision“. Die für die Erprobung und den Kauf verantwortlichen Beamten warnten am 2. Dezember 2011: Die Ergebnisse „erscheinen aus hiesiger Sicht einen erheblichen Mangel anzuzeigen.“ Demnach weise das G36 nach der oben genannten Belastung von 90 Schuss einen Streukreis von 50 bis 60 cm auf eine Zielentfernung von 100 m auf. Hier sei die Frage zu stellen, inwieweit ein Soldat in einem Feuergefecht mit heißgeschossener Waffe überhaupt noch treffen könne.
Am Tag darauf berichtete der Spiegel, die Wehrtechnische Dienststelle 91 habe im Juli 2012 einen vertraulichen Abschlussbericht vorgelegt. Nach der Abgabe von 90 Schuss habe das G36 auf hundert Meter eine Streuung von 50 bis 60 Zentimetern. Grund seien die aus Kunststoff hergestellten Teile des G36; es verliere bereits bei 23 Grad Celsius an Steifigkeit. Liege es in der Sonne oder werde es von einer Seite erwärmt, verlagere sich dadurch sein Treffpunkt. Die „Erst-Treffer-Wahrscheinlichkeit“ sinke, der Munitionsbedarf steige, der Soldat verliere „das Vertrauen in seine Schießfähigkeit.“
Am 17. Februar 2014 meldete Spiegel Online, dass die sinkende Treffsicherheit ursächlich mit Qualitätsschwankungen bei der Munition zusammenhänge. Die sinkende Treffergenauigkeit sei darauf zurückzuführen, dass sich durch die Verwendung der Munition eines bestimmten Herstellers der kunststoffgelagerte Lauf zu sehr erhitze.
Am 30. März 2015 wurde ein Schreiben des Generalinspekteurs der Bundeswehr, Volker Wieker, bekannt, in dem dem G36 eine munitionsunabhängige sinkende Treffergenauigkeit bei hohen Temperaturen und im heißgeschossen Zustand bescheinigt wird. Bundesverteidigungsministerin Ursula von der Leyen gab in einer Pressekonferenz am selben Tag bekannt „Das G36 hat offenbar ein Präzisionsproblem bei hohen Temperaturen, aber auch im heißgeschossenen Zustand“.
Der Hersteller Heckler & Koch gab dazu eine Pressemitteilung heraus, in der er die Kritik zurückwies und insbesondere „willkürlich“ seitens des BMVg eingeführte Prüfkriterien kritisierte und diesem ein „systematisches“ Vorgehen gegen H&K vorwarf. In dem vom BMVg durchgeführten Vergleichstest wurden als Vergleichsobjekte andere Waffen von Heckler & Koch, jedoch keine Konkurrenzprodukte verwendet. Inwieweit ein Vergleich zwischen Waffen verschiedener Klassen und Kaliber aussagekräftig sein kann, wurde nicht erwähnt. In den „technischen Lieferbedingungen“ sei festgelegt, dass das Gewehr bei Abgabe von einzelnen Schüssen präzise treffen müsse. Dies gelte nicht für einen Gefechtseinsatz mit Dauerfeuer.
Eine dieser Vergleichswaffen war HK zufolge ein älteres HK 416, das der WTD 91 2011 im Rahmen der Bundeswehr-Ausschreibung „G26 Unterstützungswaffe kurze Reichweite für KSK/Feldjäger“ unter der Typenbezeichnung „HK416Bw“ geliefert wurde. Es handelt sich um eine Sonderwaffe in Form eines leichten Maschinengewehres, nicht um ein Sturmgewehr. Fotos aus diesem Test zeigen das Waffenrohr eines HK 416 (als Fabrikat A bezeichnet) und eines G36A1. Der Hersteller kommentiert in seiner Pressemitteilung 6 das Bild:

„… Dieses Foto belegt nicht nur, dass die Vermutung seitens HK korrekt war, dass in technisch unzulässiger Weise die Sonderwaffe HK416Bw im Vergleich zum Sturmgewehr getestet wurde. Die Bildunterschrift belegt vielmehr auch, dass die verantwortlichen Erprober der WTD91 sich der physikalischen Vorteile eines wesentlich dickeren Rohres bzgl. Wärmeaufnahme und Schwingungsverhalten voll bewusst waren, insbesondere was dessen Überlegenheit bzgl. Treffleistung im heißgeschossenen Zustand angeht. Das Unterlassen der Vergleichserprobung mit dem eingeführten MG36, welches ebenfalls ein dickes Rohr aufweist, ist daher umso weniger nachvollziehbar – zumal das MG36 insgesamt nur ca. 135 g schwerer ist als das G36-Standardgewehr.“

Da HK amtsseitig von den neu angesetzten Untersuchungen faktisch ausgeschlossen wurde, lehnte es die Firma Ende 2014/Anfang 2015 ab, neuere Muster des HK 416 zu Vergleichsbeschüssen zu liefern, weshalb die WTD 91 auf dieses Exemplar von 2011 zurückgriff.

### Kritik an der Beschaffungspolitik und gerichtliche Feststellung der Sachmängelfreiheit
Im September 2012 zitierten Spiegel Online und der Spiegel aus einem Bericht des Prüfungsamtes des Bundes (dem Bundesrechnungshof unterstehend) an das Bundesministerium der Verteidigung. Darin wurde das Anschaffungskonzept der Bundeswehr als plan- und konzeptlos bezeichnet und dem Ministerium vorgeworfen, es ignoriere „alarmierende Einsatzerfahrungen“ der Soldaten. Als Beispiel wurde das G36 genannt; für dieses habe es „nie eine sorgsame Einsatzprüfung gegeben“. Es habe den falschen Kalibertyp; dessen Wirksamkeit sei nicht geprüft worden. Das „bis dahin wirksame Gewehr G3 [ist] durch ein eingeschränkt wirksames Gewehr G36 ersetzt“ worden; dies habe 210 Millionen Euro gekostet.
Im Juni 2014 berichteten Spiegel Online und die Süddeutsche Zeitung über einen als VS-VERTRAULICH eingestuften Bericht des Bundesrechnungshofs, in dem die Zuverlässigkeit der Waffe bezweifelt wurde. Die Mängel „könnten dazu führen, dass sich Soldatinnen und Soldaten im Einsatz nicht auf ihre Waffe verlassen können“. Gerügt wurde das Verteidigungsministerium, das „auf die anhaltende Kritik nicht in dem gebotenen Maß“ eingehe.
Laut einem Bericht vom 6. Juni 2015 hat sich Volker Kauder – im Jahr 1994 Generalsekretär der baden-württembergischen CDU –, als es um die Beschaffung ging, für Heckler & Koch und sein G36 starkgemacht.
Am 10. Juni 2015 meldete das Beschaffungsamt der Bundeswehr eine Mängelrüge wegen Gewährleistungsforderungen und ungenügender Treffsicherheit an. Dagegen richtete sich Anfang Juli 2015 die Klage von Heckler & Koch beim Landgericht Koblenz mit dem Antrag festzustellen, „dass die behaupteten Sachmängel nicht bestehen“. Der Klage wurde im September 2016 stattgegeben. Zuvor hatte eine vom früheren Wehrbeauftragten Hellmut Königshaus und dem Grünen-Verteidigungsexperten Winfried Nachtwei geleitete Befragung von rund 200 Soldaten ergeben, dass Präzisionsmängel beim G36 im Einsatz nie wahrgenommen worden seien.

### Beschaffungsstopp BW und Beschaffung durch Litauen
Am 18. November 2013 ging beim Verteidigungsministerium der erste Entwurf des Bundesrechnungshofberichts zu dieser Problematik ein; kurz nach dem Jahreswechsel 2014 wurden die Ministerin und wenig später ihr Staatssekretär darüber informiert.
Das Bundesverteidigungsministerium verfügte 2014 einen Beschaffungsstopp für das G36, um vor der Ausgabe von 34 Millionen Euro für weitere Gewehre zunächst den Grund für die Schießungenauigkeit zu ermitteln. An der Untersuchung wurden die Munitionshersteller, das Bundeskriminalamt und das Ernst-Mach-Institut beteiligt. Zudem beschloss der Haushaltsausschuss des Bundestages, dass alle weiteren Verträge zur Beschaffung ihm vorzulegen seien, was vom Grünen-Ausschuss-Mitglied Tobias Lindner als faktischer Beschaffungsstopp bezeichnet wurde.
Am 7. Juli 2015 bestätigte der litauische Verteidigungsminister Juozas Olekas die für die litauischen Streitkräfte geplante Beschaffung von 8.000 weiteren G36 bis Ende 2015 oder 2016 zu verschieben. Am 23. März 2016 teilte der lettische Oberbefehlshaber Raimonds Graube öffentlich mit, dass Lettland nach eigenen Tests bei der Ausrüstung mit dem G36 bleibt, Litauen ebenso, und dass beide Länder die weitere Beschaffung gemeinsam vorantreiben wollen.

## Nachfolger
Am 22. April 2015 entschied Bundesverteidigungsministerin Ursula von der Leyen, dass das G36 in der Bundeswehr in seiner derzeitigen Form keine Zukunft habe und ersetzt werden soll. Bei einem Treffen zwischen der Rüstungsstaatssekretärin Katrin Suder und dem Geschäftsführer von Heckler & Koch wurden Möglichkeiten zu mittelfristigen Änderungen an den rund 170.000 Bundeswehr-Exemplaren sowie die rasche Umrüstung von Gewehren für Soldaten in Auslandseinsätzen besprochen. Mehrere Anläufe, eine Konfiguration für die Kampfwertsteigerung der G36-Standardwaffen („G36 Basiswaffe lang“) zu definieren, waren zuvor in der Bundeswehr gescheitert. Die Beschaffung von 120.000 Sturmgewehren für mindestens 375 Millionen Euro würde gemäß dem Beschaffungsamt der Bundeswehr rund zehn Jahre in Anspruch nehmen.
Von der Leyen bestätigte zudem im Mai 2015 entsprechende Vermutungen, dass Heckler & Koch über den zuständigen Abteilungsleiter, Detlef Selhausen, Berichte über Probleme beim G36 mit Hilfe des Militärischen Abschirmdienstes (MAD) zu verhindern versuchte. So sollte der MAD auf Veranlassung der Firma kritische Journalisten ausspähen und gegen deren „unwahre Medienkampagne“ tätig werden, Präsident Ulrich Birkenheier verweigerte jedoch eine entsprechende Überwachung. Heckler & Koch selbst bestritt allerdings in einer Pressemitteilung, die Ausspähung von Journalisten gefordert oder forciert zu haben.
2017 stieg SIG Sauer aus dem Vergabeverfahren für ein Nachfolgemodell aus. Im Februar 2018 gab Rheinmetall bekannt, aus betriebswirtschaftlichen Gründen kein Angebot abzugeben. Eine Entscheidung für einen Lieferanten sollte frühestens Ende 2018 fallen; eine Auslieferung war ab 2020 geplant. Hierzu kam es aufgrund mehrfacher Verzögerungen nicht. Einen Monat nachdem im September 2020 bekanntgegeben worden war, dass der Konkurrenzentwurf Haenel MK 556 den HK-Modellen HK416 und HK433 bei der Auftragsvergabe für den G36-Nachfolger vorgezogen würde, wurde die Auftragsvergabe wegen eines Formfehlers beim Vergabeverfahren zurückgezogen. Somit ist das HK 416 A8 von Heckler & Koch als Sieger aus dem Vergleichswettbewerb hervorgegangen. Das Oberlandesgericht Düsseldorf hat letztinstanzlich am 23. Juni 2022 die Klage von C. G. Haenel zurückgewiesen und die schlussendliche Auswahlentscheidung der Bundeswehr bestätigt.

## Kunden

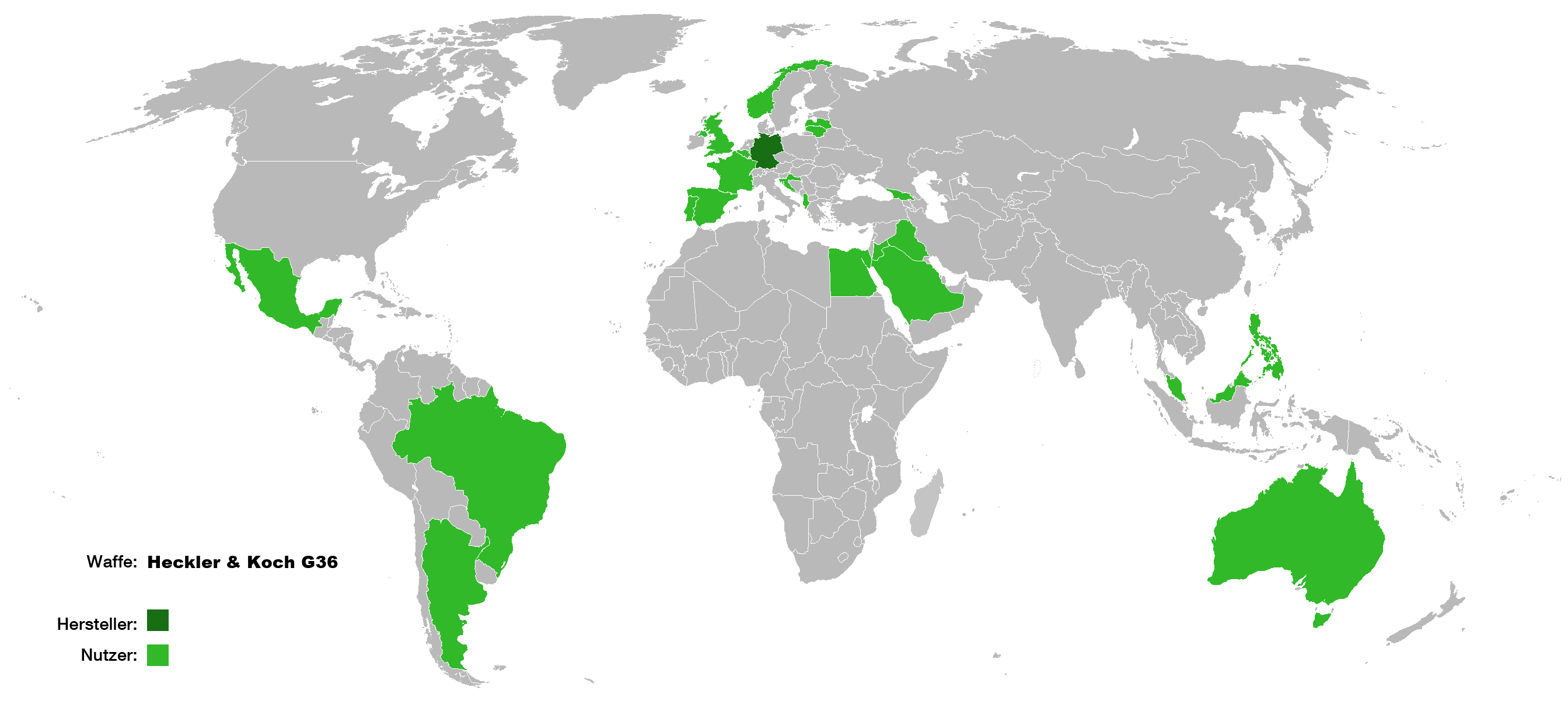
Verbreitung HK G36

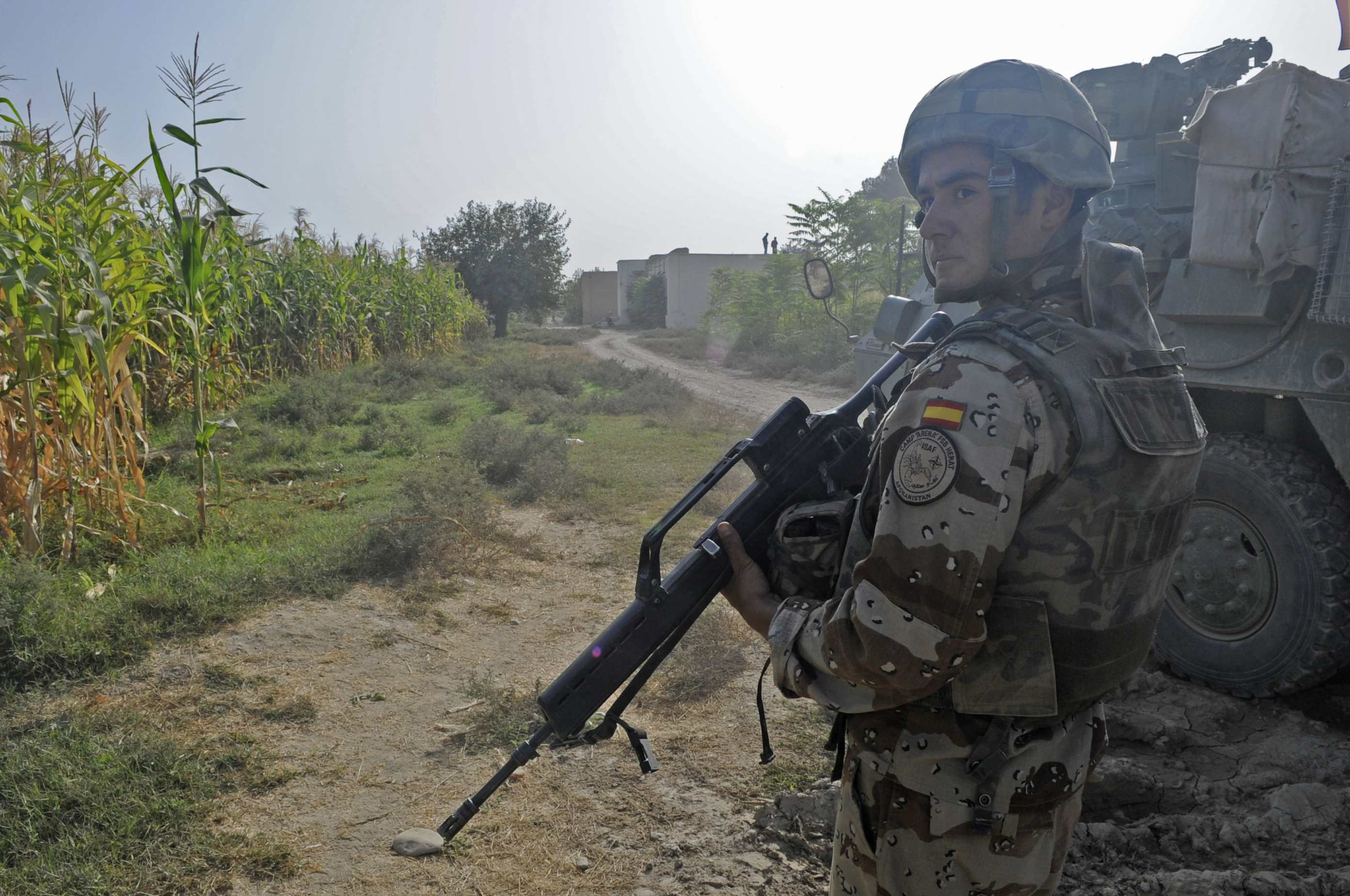
Spanischer Soldat mit G36V

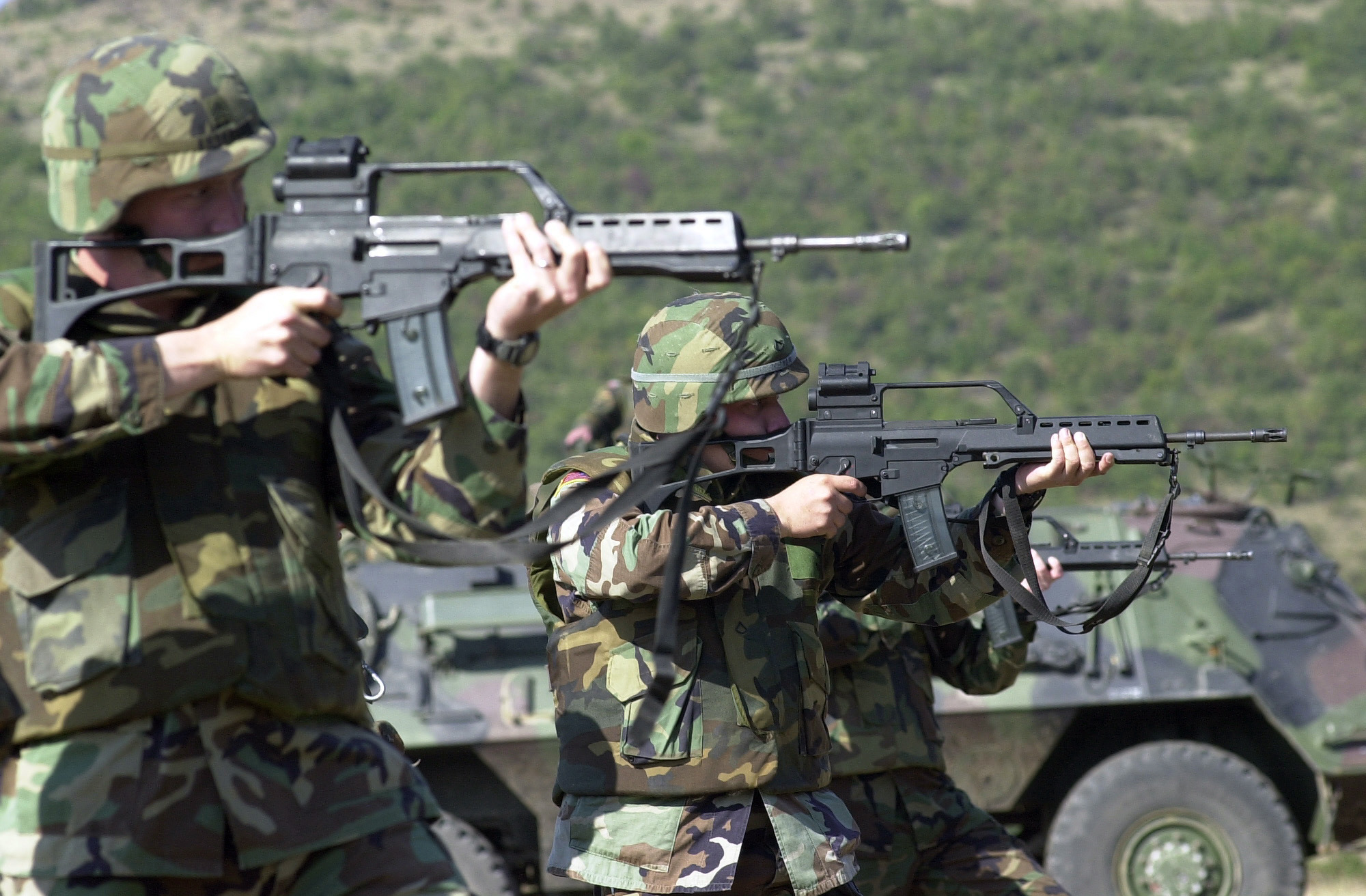
GIs im Kosovo bei einem Wertungsschießen für die Schützenschnur der Bundeswehr

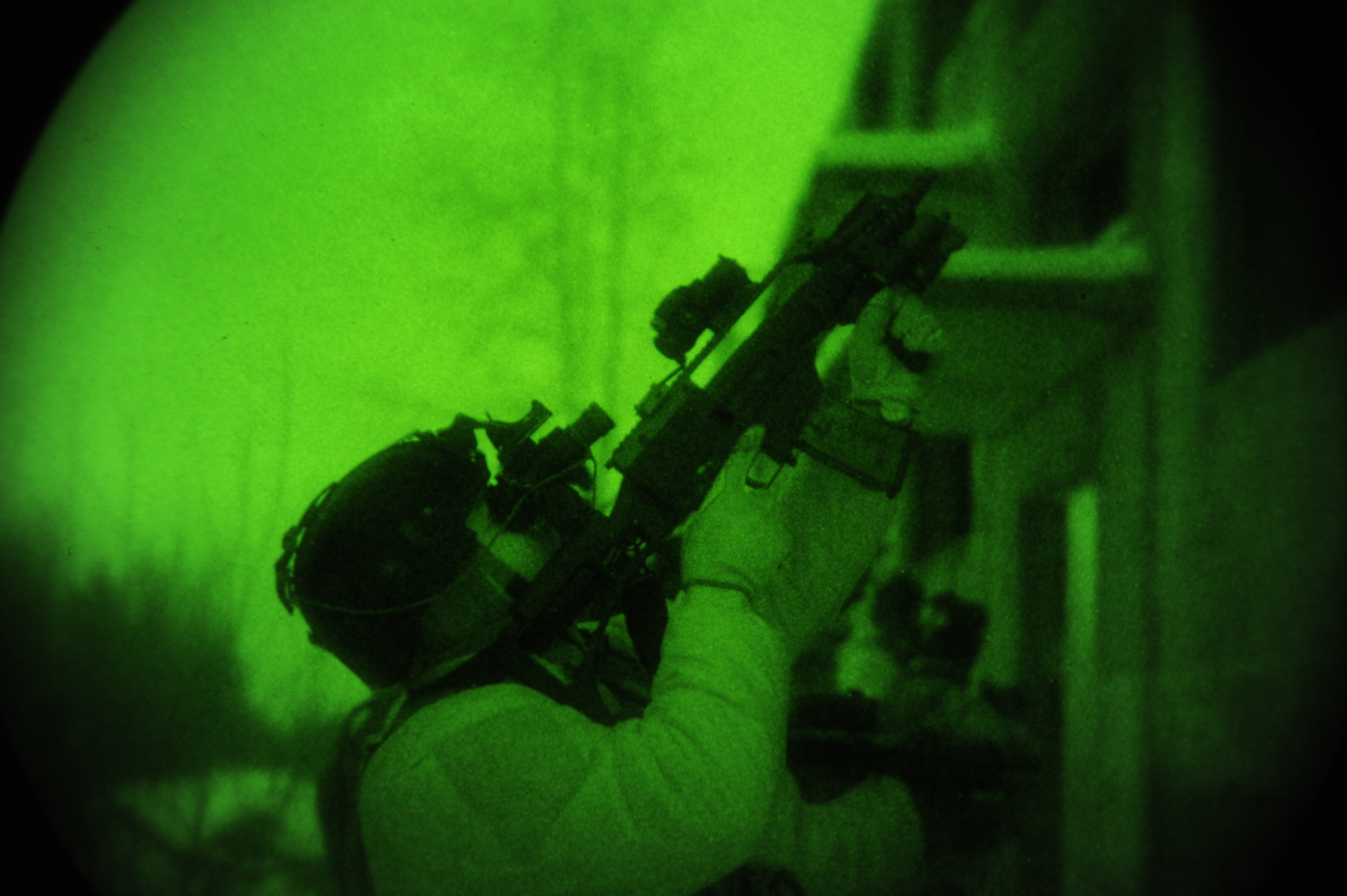
Lettischer Soldat mit G36C

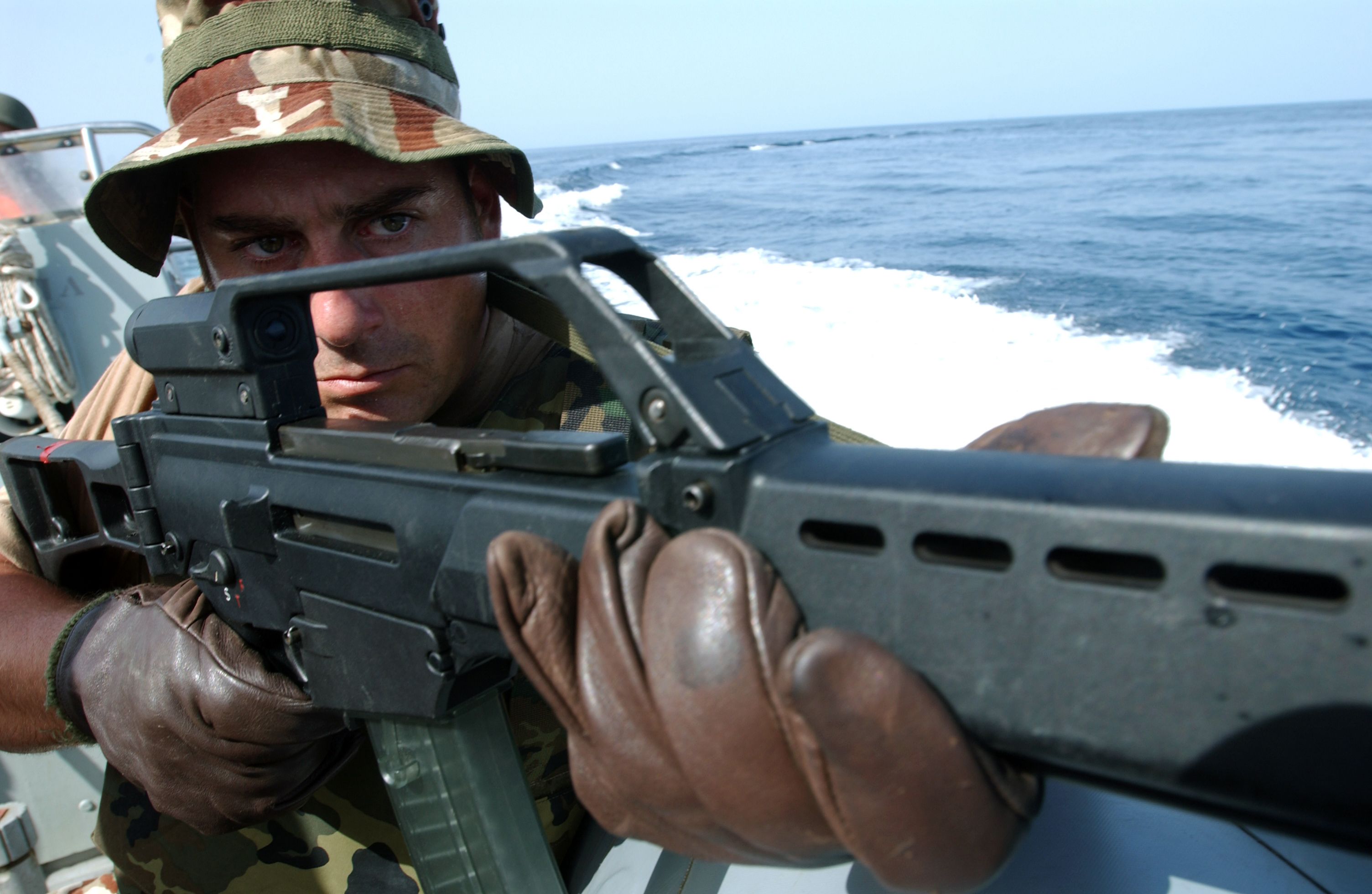
Spanischer Marinesoldat mit G36E

### Lizenznehmer
Das G36 ist durch Patente geschützt und darf nur durch die offiziellen Lizenznehmer produziert werden:
- Deutschland: Heckler & Koch in Oberndorf am Neckar als Entwickler und Patenthalter.
- Spanien: General Dynamics Santa Bárbara Sistemas in A Coruña.
- Saudi-Arabien: Military Industries Corporation (MIC) in Al-Kharj.[50] Die Lizenz gilt nur für den saudischen Eigenbedarf, jedoch wird seit April 2015 vermutet, dass Waffen für den Kampf gegen die Rebellen in den Jemen geliefert werden.[51] Des Weiteren müssen trotz eigener Produktion immer noch Teile aus Deutschland importiert werden. Seit dem Kabinett Merkel III soll es Probleme geben, weil Wirtschaftsminister Sigmar Gabriel die Exportgenehmigungen strenger als seine Vorgänger auslegte. Darüber soll sich die saudische Regierung beschwert haben.[52] Auf die Untätigkeitsklage von Heckler & Koch hat das Verwaltungsgericht Frankfurt das Bundesamt für Wirtschaft und Ausfuhrkontrolle zur Bescheidung des Antrags auf Ausfuhr von G36-Komponenten nach Saudi-Arabien verpflichtet (Urt. v. 23. Juni 2016, Az. 5 K 3718/15.F).[53][54]
- Mexiko: Heckler & Koch hatte ab 2002 mit Mexiko über eine Lizenzierung für das G36 als Nachfolger des mexikanischen G3 verhandelt. Jedoch scheiterten diese Verhandlungen, als Mexiko im Jahr 2006 das FX-05 vorstellte. Es wird nun untersucht, ob es einen Technologietransfer bezüglich des G36 nach Mexiko gab, um das FX-05 herzustellen.[55]

### Nutzerstaaten
- Ägypten – 608 Stück[56]
- Australien – Australian Federal Police (G36C)[57]
- Belgien – lokale Polizeieinheit von Antwerpen[58]
- Brasilien – Bundespolizei[59]
- Deutschland – Bundeswehr,[60] ; SEKs und andere Einheiten verschiedener Landespolizeien (z. B. der Polizei Brandenburg[61]); BFE+[62],GSG9[63], PSA der BPOL[64][65] Justizvollzugsbehörden verschiedener Bundesländer(alle G36C)
- Frankreich – Polizeibeamte der GIPN[66]
- Vereinigtes Königreich – SAS und SBS[67] sowie Polizeibeamte (denen das Tragen einer Waffe erlaubt ist)
- Georgien – G-36K/C, werden beide von Spezialeinsatzkräften verwendet[68][69]
- Jordanien – Spezialeinheiten[70]
- Kosovo – Sicherheitskräfte des Kosovo (KSF) – 3000 Stück – Standardinfanteriewaffe der Sicherheitskräfte des Kosovo
- Kroatien – Special Operations Battalion [BSD][71]
- Irak – 8000 Stück in Verwendung bei den Peschmerga[72]
- Lettland – G36KV als Standardgewehr der Streitkräfte und der Spezialkräfte[73][74]
- Litauen – Standardgewehr der Streitkräfte (G36V und G36KV)[75]
- Malaysia – Pasukan Khas Laut (PASKAL) maritime Antiterroreinheit der Malaysischen Marine und Pasukan Gerakan Khas (PGK) konterrevolutionäre Kriegsführung der Königlichen malaysischen Polizei[76]
- Mexiko – verschiedene Polizeieinheiten (u. a. bei der Policía Federal) und Infantería de Marina[77]
- Norwegen – Kystjegerkommandoen (maritime Spezialeinheit)[73]
- Philippinen – wird von militärischen und polizeilichen Spezialeinheiten sowie von der Präsidentenwache eingesetzt.[78]
- Portugal – Portugiesische Marineinfanterie (Corpo de Fuzileiros)[79]
- Spanien – alle Teilstreitkräfte werden mit dem G36V als Standardgewehr ausgerüstet.[80]
- Saudi-Arabien – Ausrüstung der Armee und von Polizeieinheiten